# Cuisine des Alpes méridionales

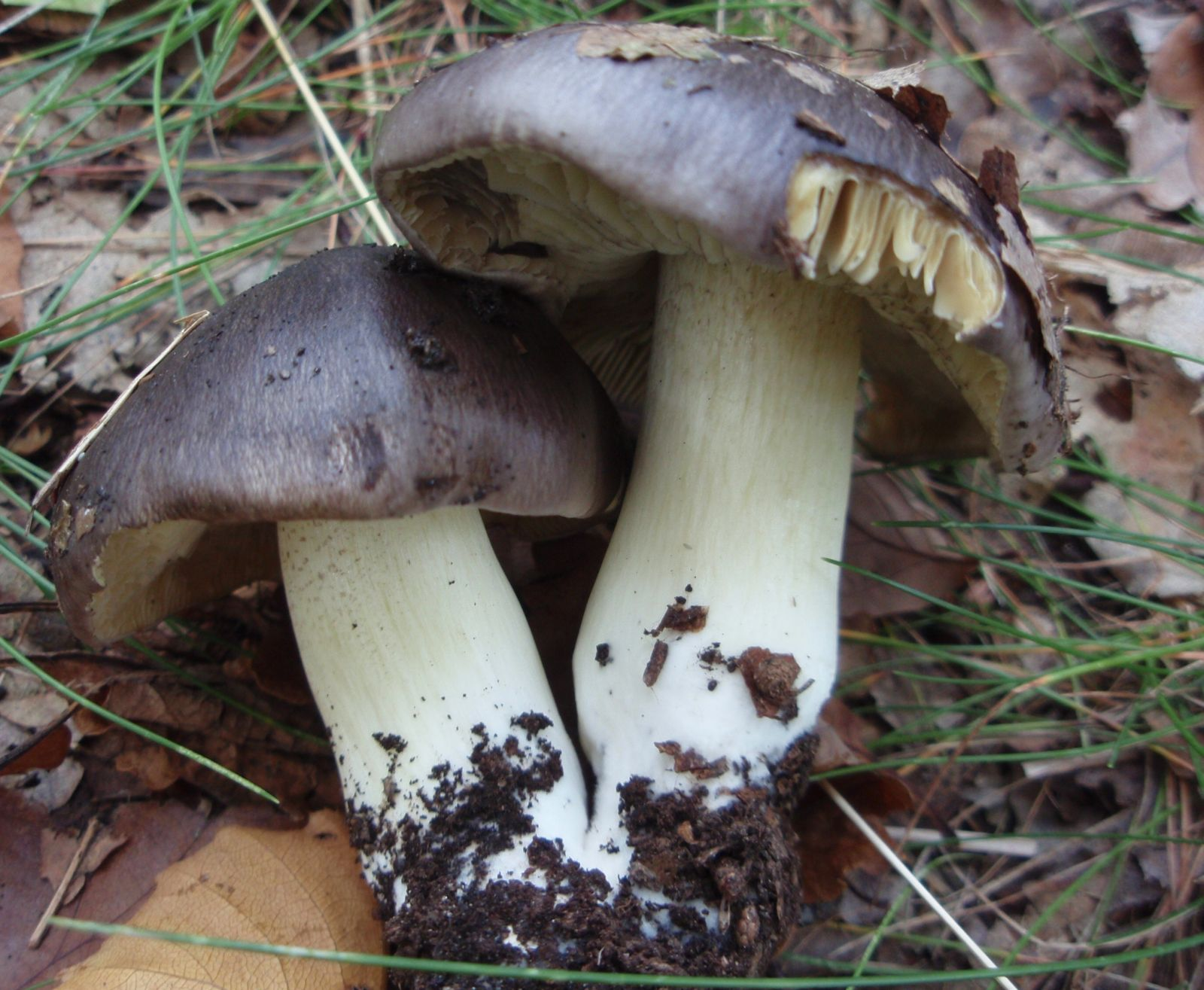
Grisets de la montagne de Lure.

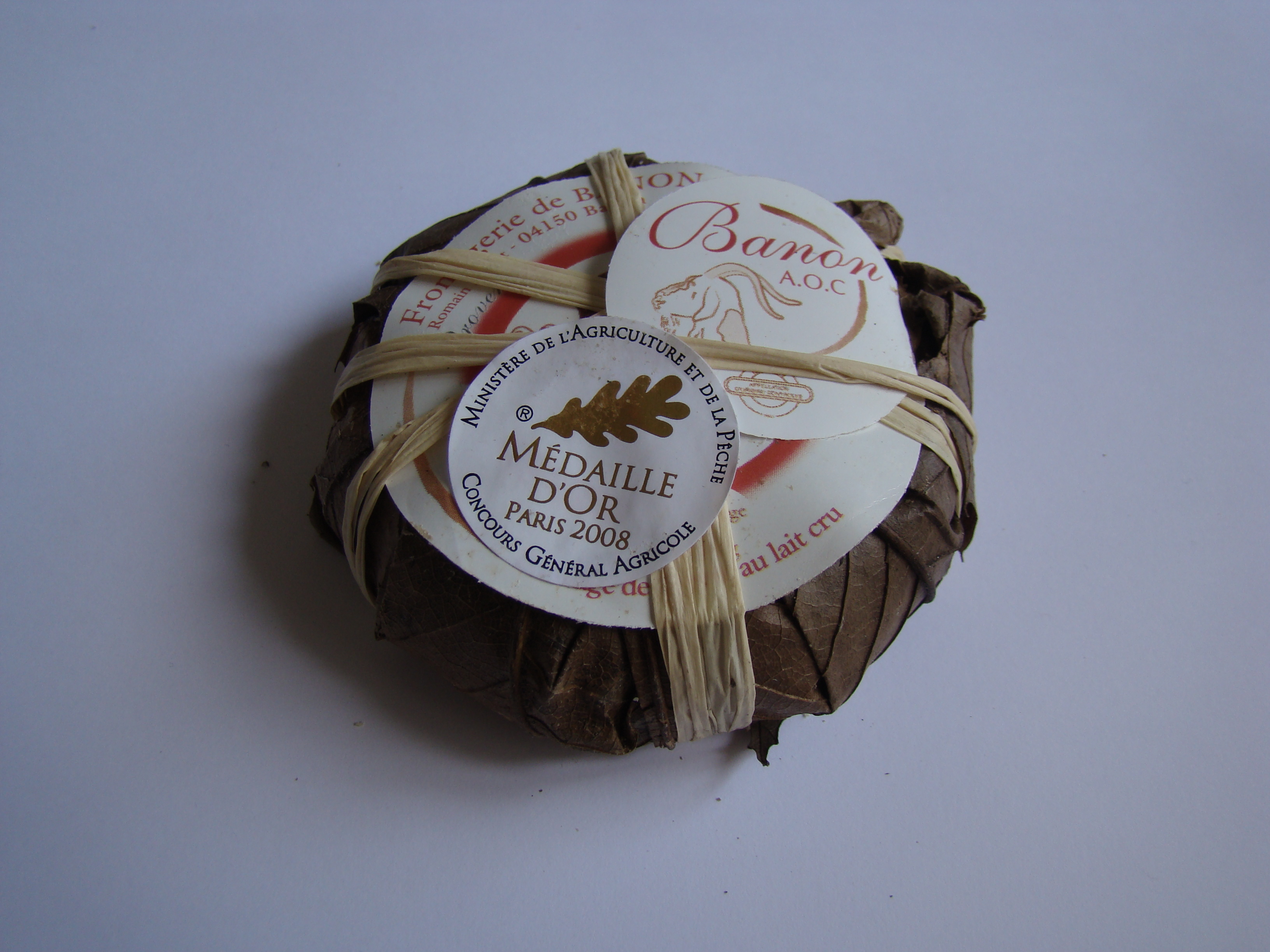
Fromage de Banon.

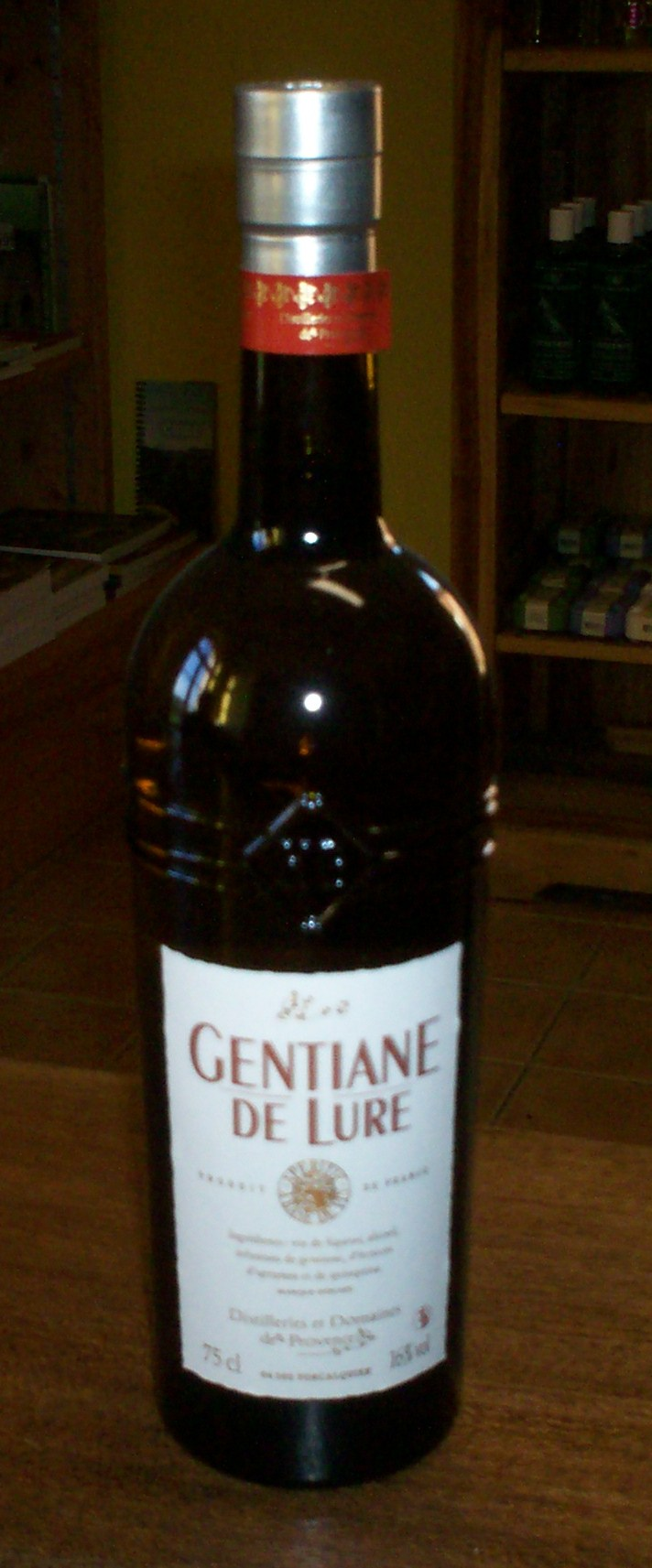
Gentiane de Lure.

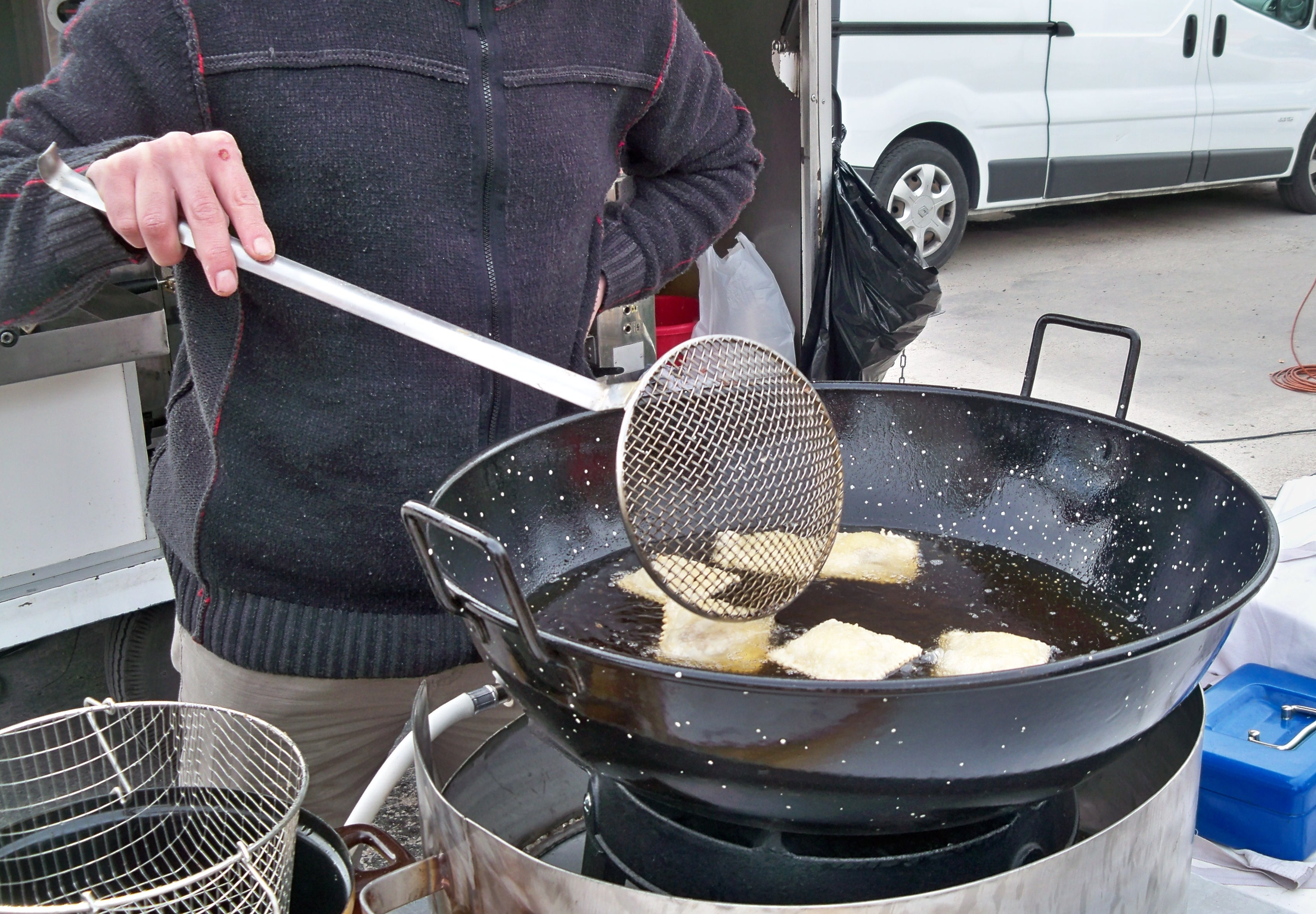
Cuisson des tourtons.

La cuisine des Alpes méridionales est avant tout un compromis entre celles de la Provence et du Dauphiné. Elle n'en a pas moins ses spécifités, tant dans les entrées, que les plats de pâtes, les viandes et les fruits.

## Pain

### Pain d'épeautre
Le pain d'épeautre est réalisé avec de la farine de petit épeautre. Si sa faible teneur en gluten fait qu'il lève peu, il possède d'excellentes qualités nutritives. L'épeautre, ou blé gaulois, est une céréale anciennement utilisée pour la fabrication du pain puis remplacée par le blé pour des raisons de coût de production. Selon Hildegarde de Bingen, il y a plus de huit siècles : « L'épeautre donne de l'entrain à ceux qui en mangent un peu chaque jour, et met la joie au cœur. » Cette céréale est largement recommandée comme agent thérapeutique pour guérir diverses pathologies et notamment : les maladies gastro-intestinales (diarrhées, colite ulcéreuse, maladie de Cröhn, maladie cœliaque, constipation, diverticulites, hémorroïdes…), les affections liées à l'abus de laxatifs, les allergies d'origine alimentaire, les troubles du métabolisme, les excès de lipides dans le sang, la polyarthrite chronique, la dépression. Le pain est fabriqué à base de farine d'épeautre, d'eau, sel et de levure.

### Pain du Luberon

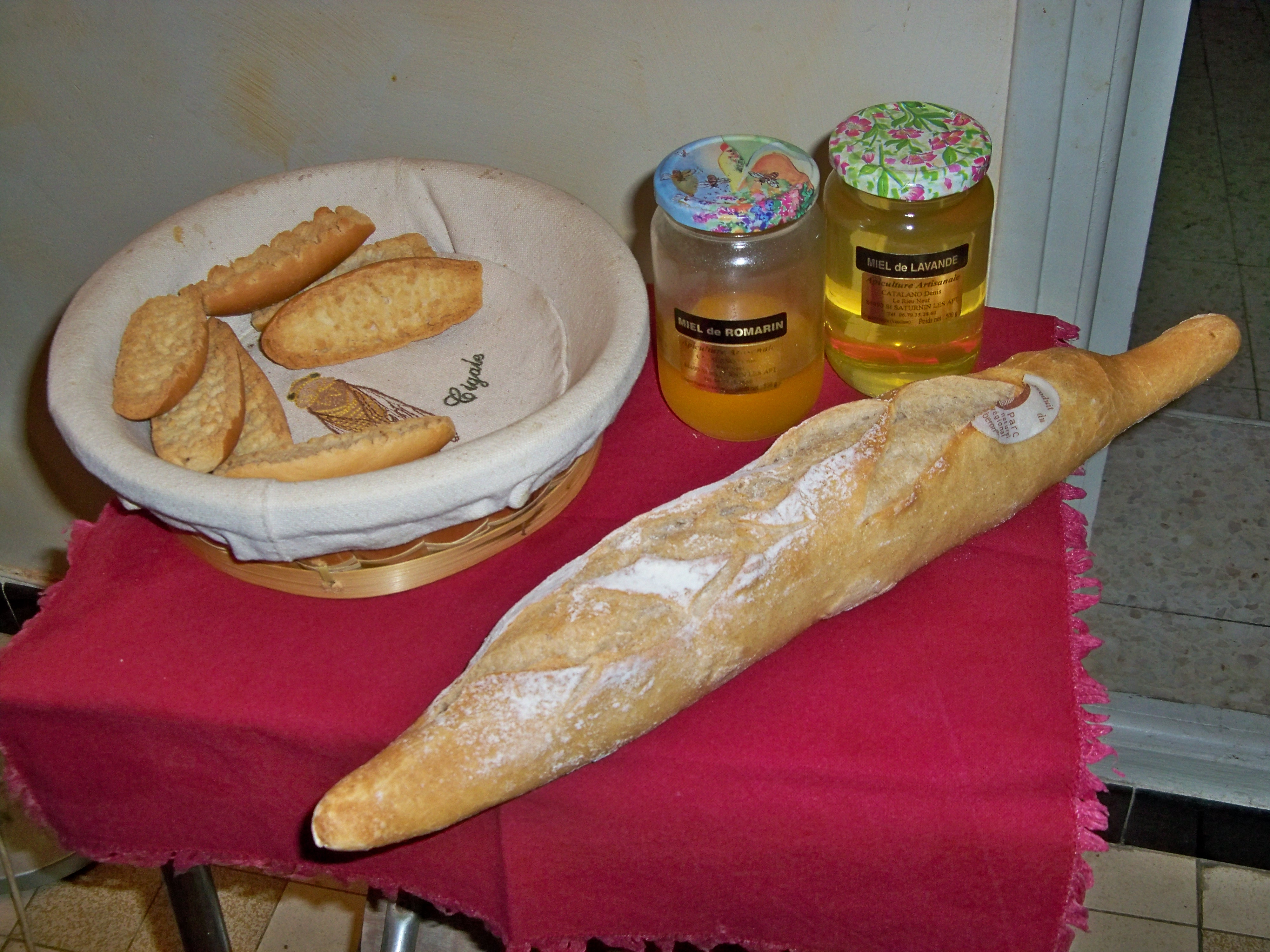
Pain du Luberon à Apt.

Le pain du Luberon au blé meunier d'Apt est fabriqué par des boulangers du Vaucluse et des Alpes-de-Haute-Provence. Ceux-ci qui ont obligatoirement signé une convention avec le Parc du Luberon. Le but de ce partenariat est de promouvoir ce pain en même temps que les variétés anciennes. Les pains faits à base de blé meunier sont tous identifiés par une petite pastille azyme représentant le logo vert du Parc. Cette initiative de création d'une marque a été soutenue par la Fédération nationale des parcs naturels régionaux de France, le 13 septembre 2007. L’appellation « pain du Luberon » a fait également l’objet d’un dépôt de marque à l'Institut national de la propriété industrielle (INPI). En 2010, trois boulangers à Apt, deux à Cavaillon, un à Roussillon, un à Manosque, un à Reillane et un à Saint-Étienne-les-Orgues commercialisent ce pain.

## Entrées

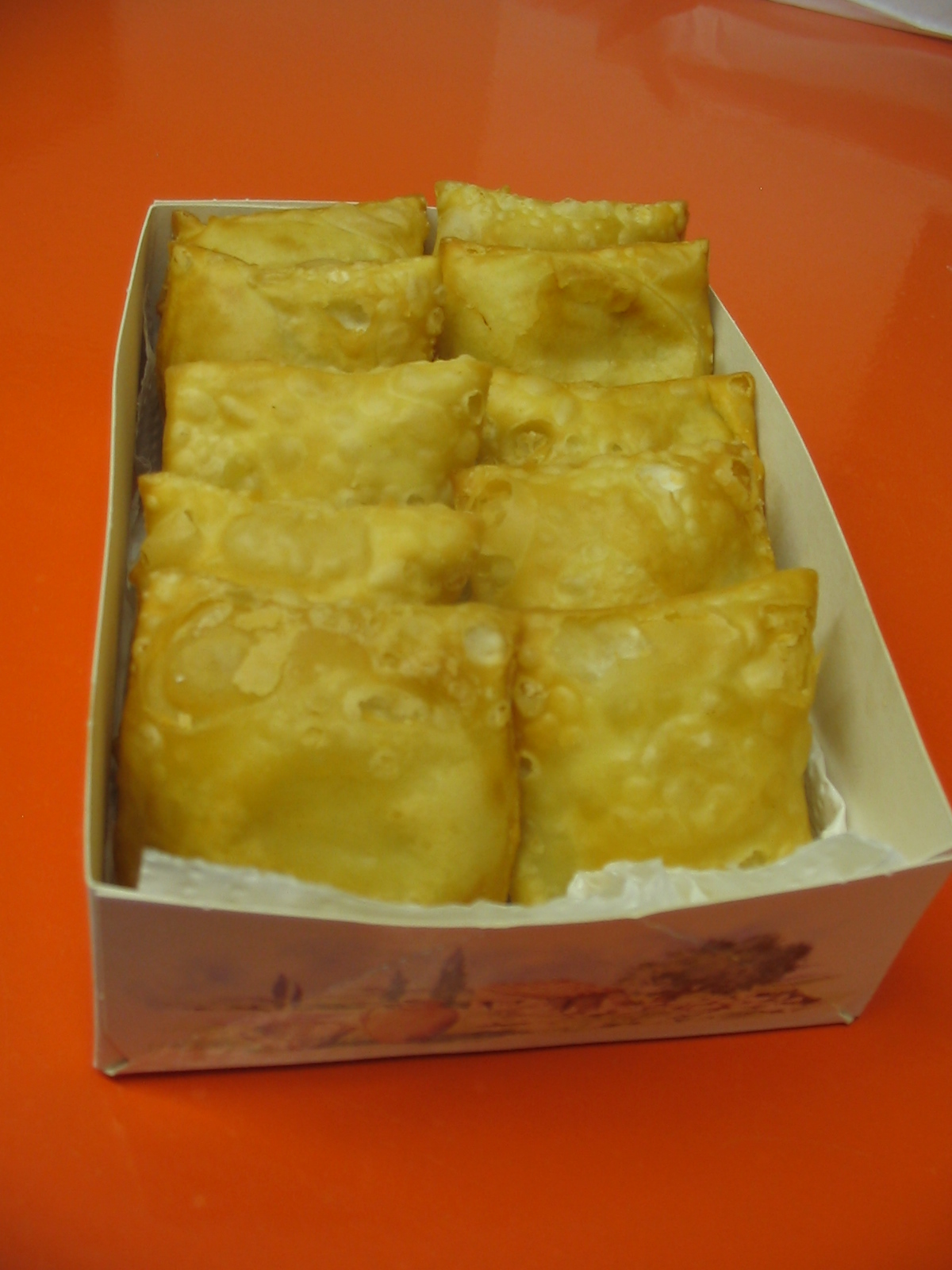
Barquette de tourtons.

### Tourton
Le tourton est une spécialité culinaire des Alpes méridionales, de Barcelonnette à Gap, de la vallée du Champsaur à celle du Valgaudemar. Le tourton a été popularisé en Provence par les gavots, descendus de ces vallées alpines pour les différents travaux agricoles au cours du XIXe siècle. C'est un beignet garni de viande, de pruneaux, de fines herbes, de pommes de terre, ou encore d'un mélange de légumes et de fromage. La pâte est faite à base de farine, eau, œufs, sel, levure, plus, dans quelques variantes, de sucre. Cette recette de tradition dauphinoise se cuisait initialement dans l'huile de noix. Une huile neutre peut y être substituée. Le tourton se sert en entrée. Il a la réputation de « tenir au corps » et d'être un bon reconstituant par grand froid ou dur labeur.

## Charcuterie

### Moutounesse
La moutounesse (moutounesso) est une salaison provençale, dite aussi jambon d'agneau ou fumeton, qui se présente sous la forme d'un bloc de viande roulé, de couleur rouge foncé, et d'un poids variant entre 1 et 3 kg. Découpée en tranches fines, elle se consomme tant en entrée qu'en accompagnement de mets montagnards, dont la raclette. Il reste un seul producteur artisanal, à Pra Loup, qui commercialise environ deux tonnes par an. 
Au cours de la transhumance, la fabrication de la moutounesse permettait de conserver la viande de bêtes blessées par chute, par attaque de loups, ou encore atteintes de tournis, dans les alpages. Le mouton abattu était écorché et désossé, sa chair découpée, mise à plat sur la peau, généreusement salée, puis la peau était repliée et le tout fortement comprimé pendant un mois, au bout duquel la viande, déballée, était mise à sécher au soleil avant d’être fumée.

## Champignons

### Griset du Ventoux et de Lure
Sur les pentes du mont Ventoux, parmi la centaine d'espèces de champignons liée aux différentes essences poussant dans ce massif, une espèce endémique se distingue particulièrement : le griset du Ventoux (Tricholoma portentosum). Ce tricholome, typique de cette région et de la montagne de Lure, se consomme généralement à la persillade, en omelette ou en accompagnement d'un gigot d'agneau.

## Légumes

### Oreilles d'ânes
Les oreilles d'ânes sont un mets traditionnel du Valgaudemar et du Champsaur. Il tire son nom d'une variété de tétragones, épinards sauvages poussant naturellement dans la région, et qui ont, à maturité, la feuille en forme d'oreille d'âne. Ce mets est réalisé par empilement d'une succession de couches de pâte (pâte à crêpes ou à nouilles) et d'une farce à base d’épinards à la crème, puis nappé de sauce béchamel et de fromage râpé. Cet appareil est ensuite gratiné au four.

## Pâtes

### Crouzet
Le crouzet désigne différentes sortes de pâtes élaborées dans les Alpes provençales. Elles se présentaient sous la forme d'une pâte étirée avec le pouce, formant un disque ourlé avec, au centre, entre sept et douze plis caractéristiques. Cette présentation demandait une grande dextérité et sa réussite était le signe distinctif des jeunes filles à marier jusqu'au milieu du XXe siècle. Cet art de la confection n'a pas résisté à l'industrialisation. Si le crouzet se présente encore comme une pâte ronde et plissée dans la vallée de l'Ubaye, il a pris la forme de lasagnes dans le reste des Alpes-de-Haute-Provence, tandis qu'on le retrouve en Savoie en petits carrés de pâtes sèches à base de sarrasin. Dans le Var, il se dénomme « crouisse », et sugelli dans la haute vallée de la Roya.

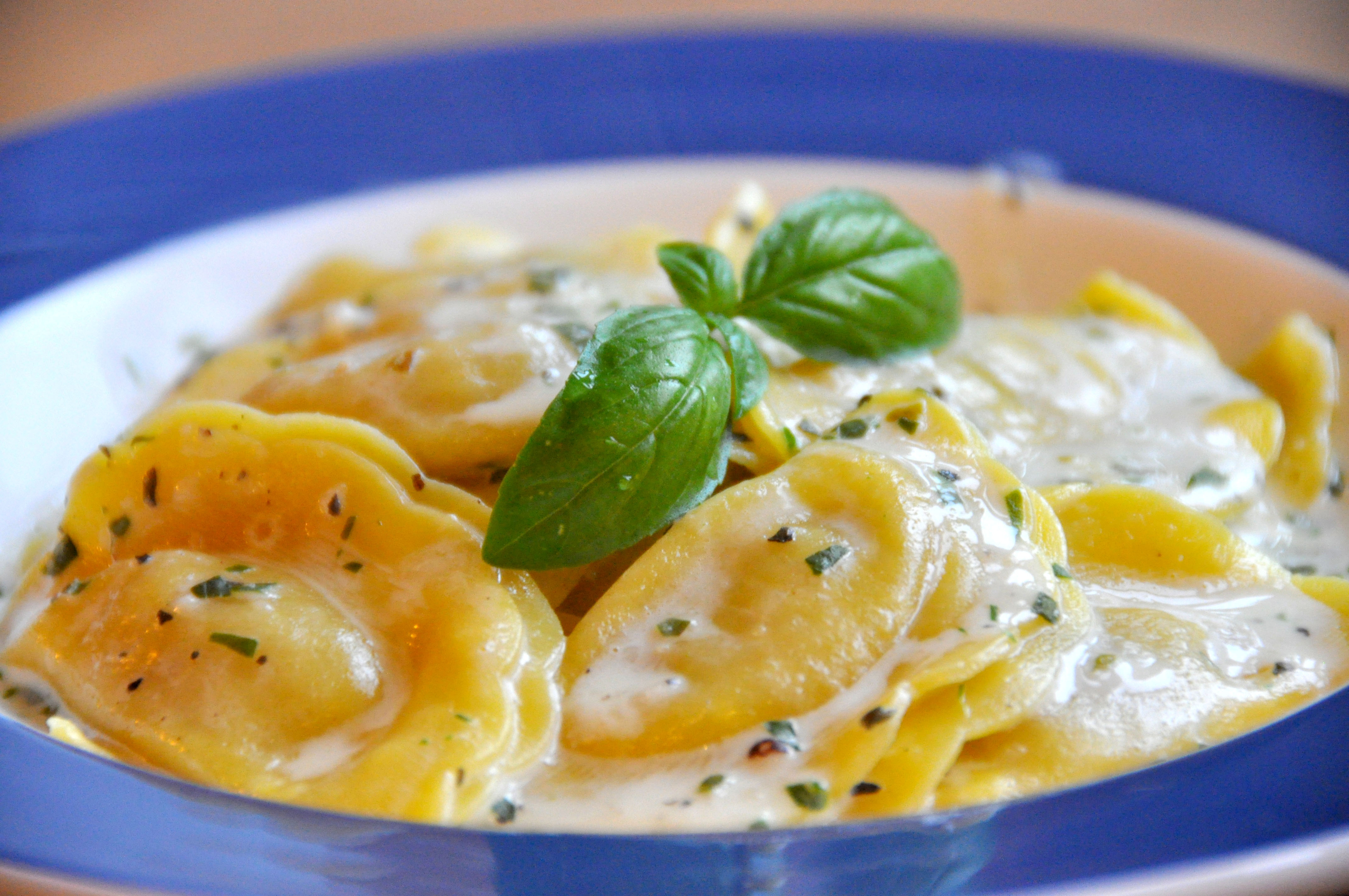
Ravioles aux pointes d'asperge et au basilic.

### Ravioles
Les ravioles sont un mets typique de la cuisine traditionnelle du Pays niçois, de la Provence et du Dauphiné (sous la forme de ravioles du Dauphiné). Elles se présentent souvent sous la forme de carrés de pâte, remplis d'une farce généralement à base de viande, de légumes et de fromage. Quand on les nomme ravioles du Dauphiné, il s'agit d'une recette farcie de fromage, fabriquée dans le Dauphiné, plus précisément dans le Royans à cheval entre l'Isère et la Drôme. Il existe aussi les ravioles du Trièves, de gros carrés de 7cm farcis soit de pomme de terre, soit d'épinards.

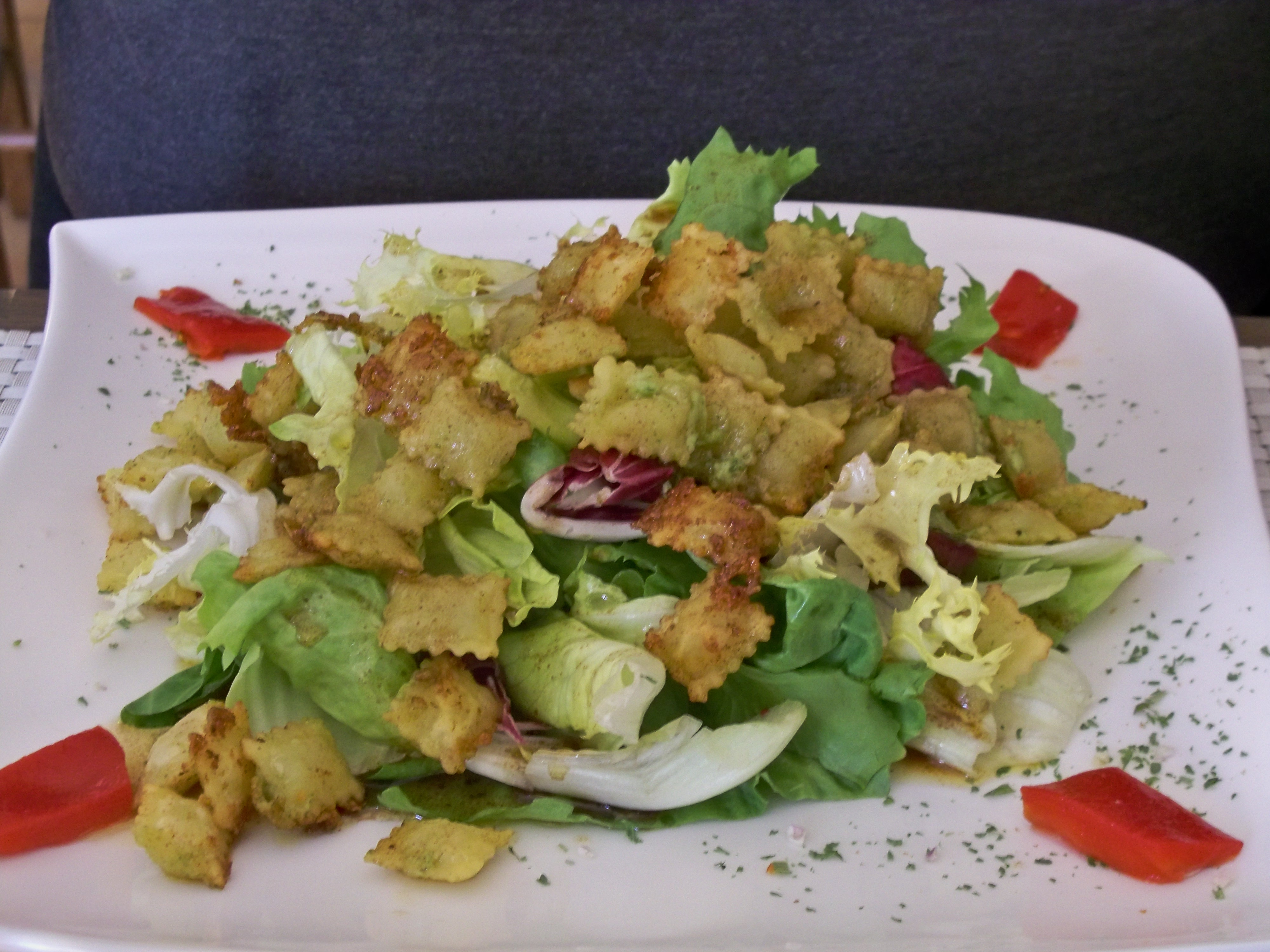
Salade de ravioles.
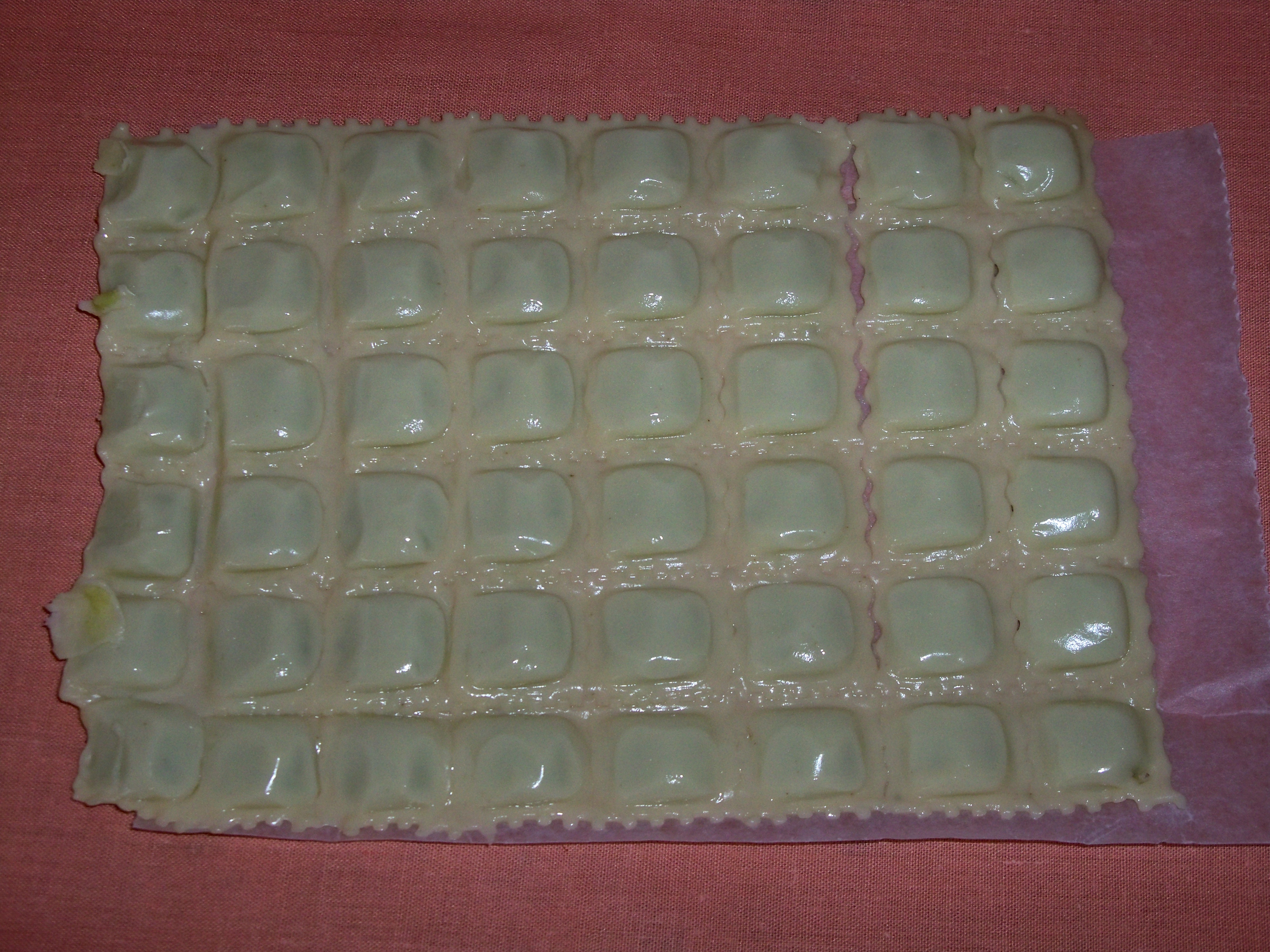
Ravioles de Romans.
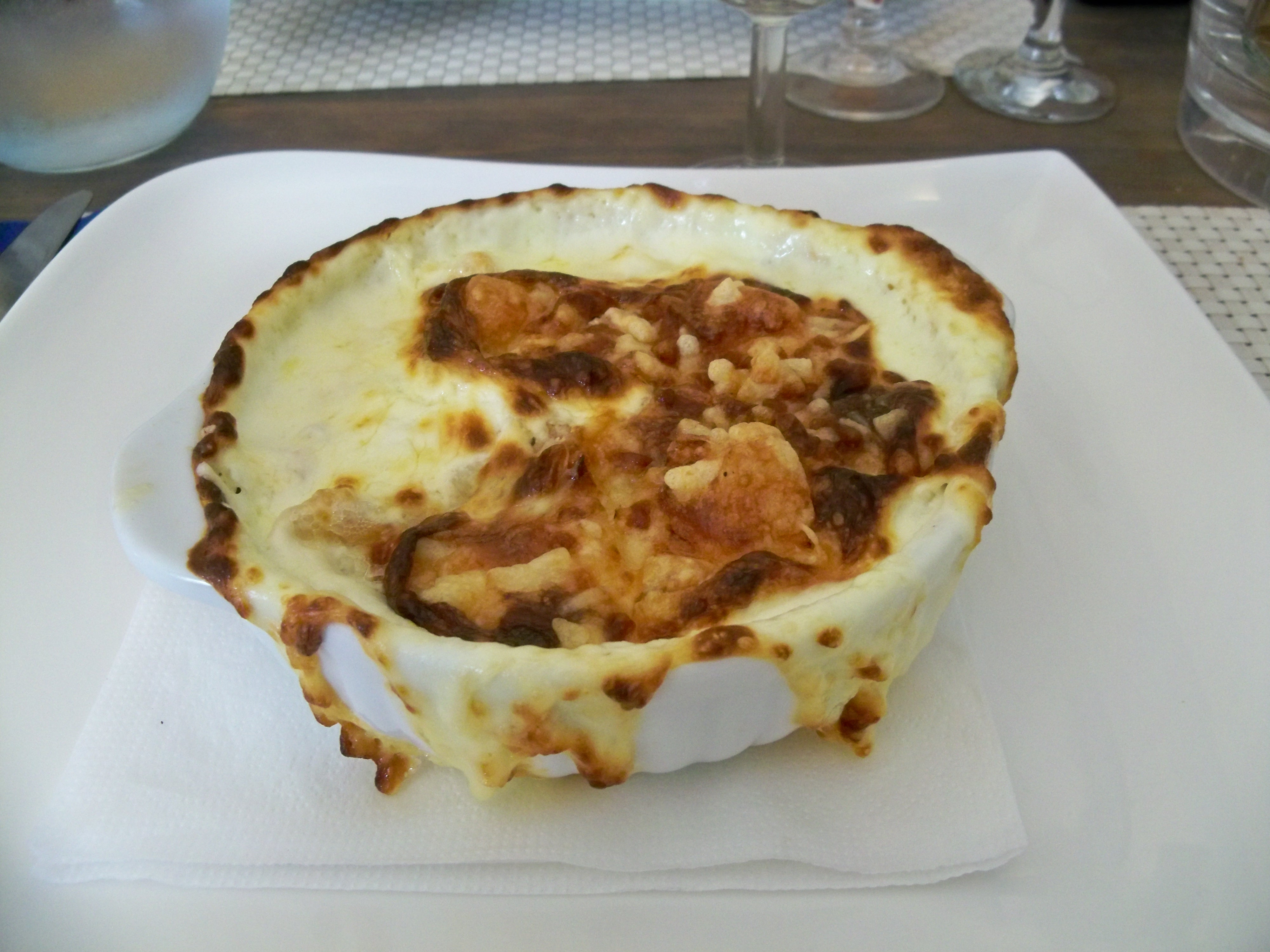
Gratin de ravioles.

## Viandes

### Agneau de Sisteron

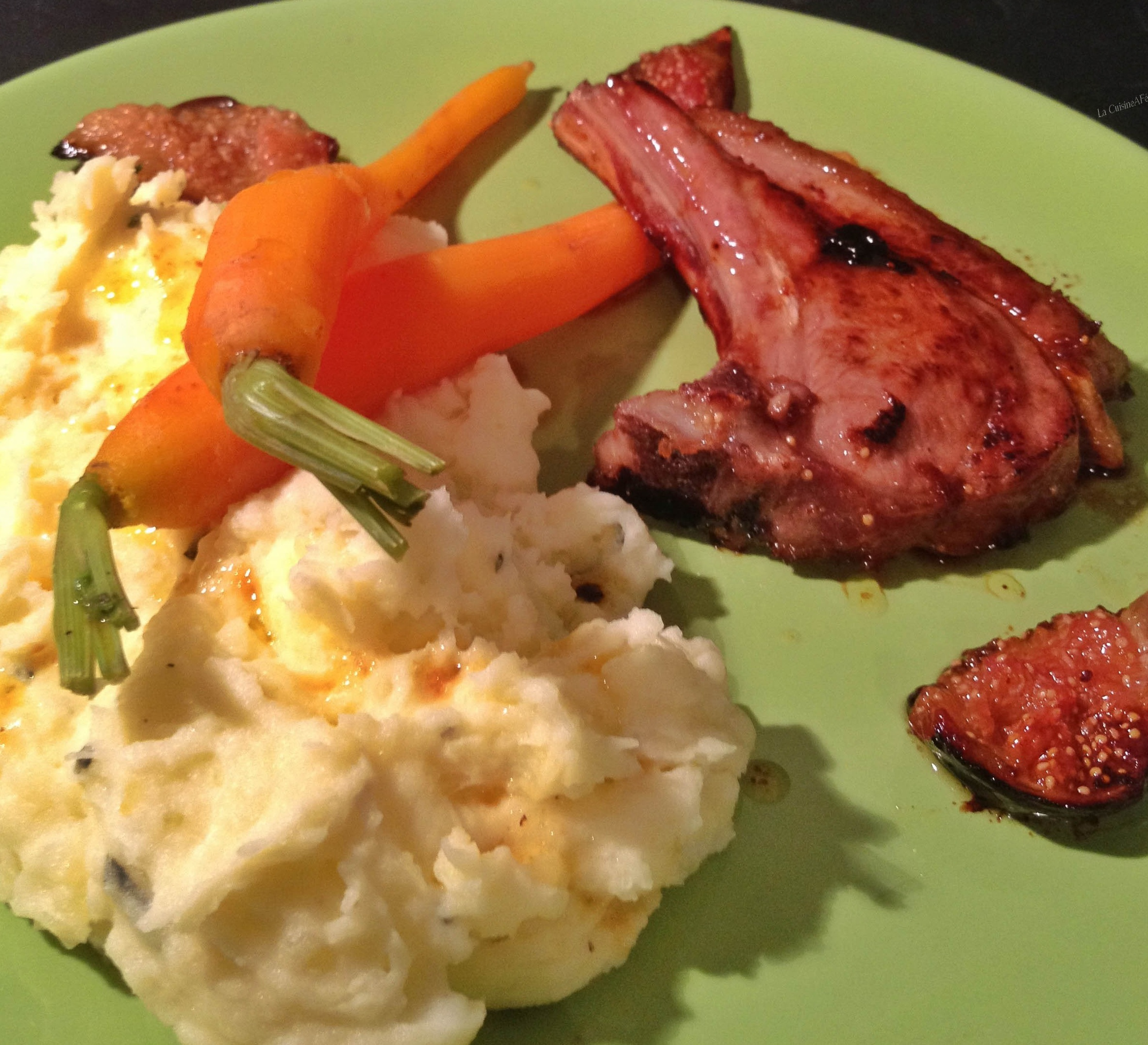
Côtelette d'agneau de Sisteron à la confiture de figues et écrasée de pommes de terre au basilic et aux truffes.

L'agneau de Sisteron est un agneau de quatre mois, élevé sous la mère, et originaire des Alpes provençales et de la Drôme provençale. Issus d'élevages traditionnels, avec des mères de races Mérinos d'Arles, Mourérous ou Préalpes du Sud, qui les allaitent au moins pendant deux mois, sur un espace pastoral comptant moins de 10 brebis à l'hectare et comportant au minimum 10 hectares de parcours, ces agneaux ont droit, sous le contrôle l'INAO, au Label rouge accordé par un décret gouvernemental, en date du 3 janvier 2005. L'Union européenne lui a accordé une indication géographique protégée (IGP) depuis le 15 février 2007. 
Cette exigence de qualité a mis un terme à la pratique de cheptels élevés dans les mêmes conditions mais provenant d'autres régions dont l'ensemble de la Provence et le Massif central. Chaque année, c'étaient près de 400 000 bêtes qui passaient par les abattoirs de Sisteron, profitant d'un certain laxisme pour usurper une provenance recherchée.

### Gigot pascal

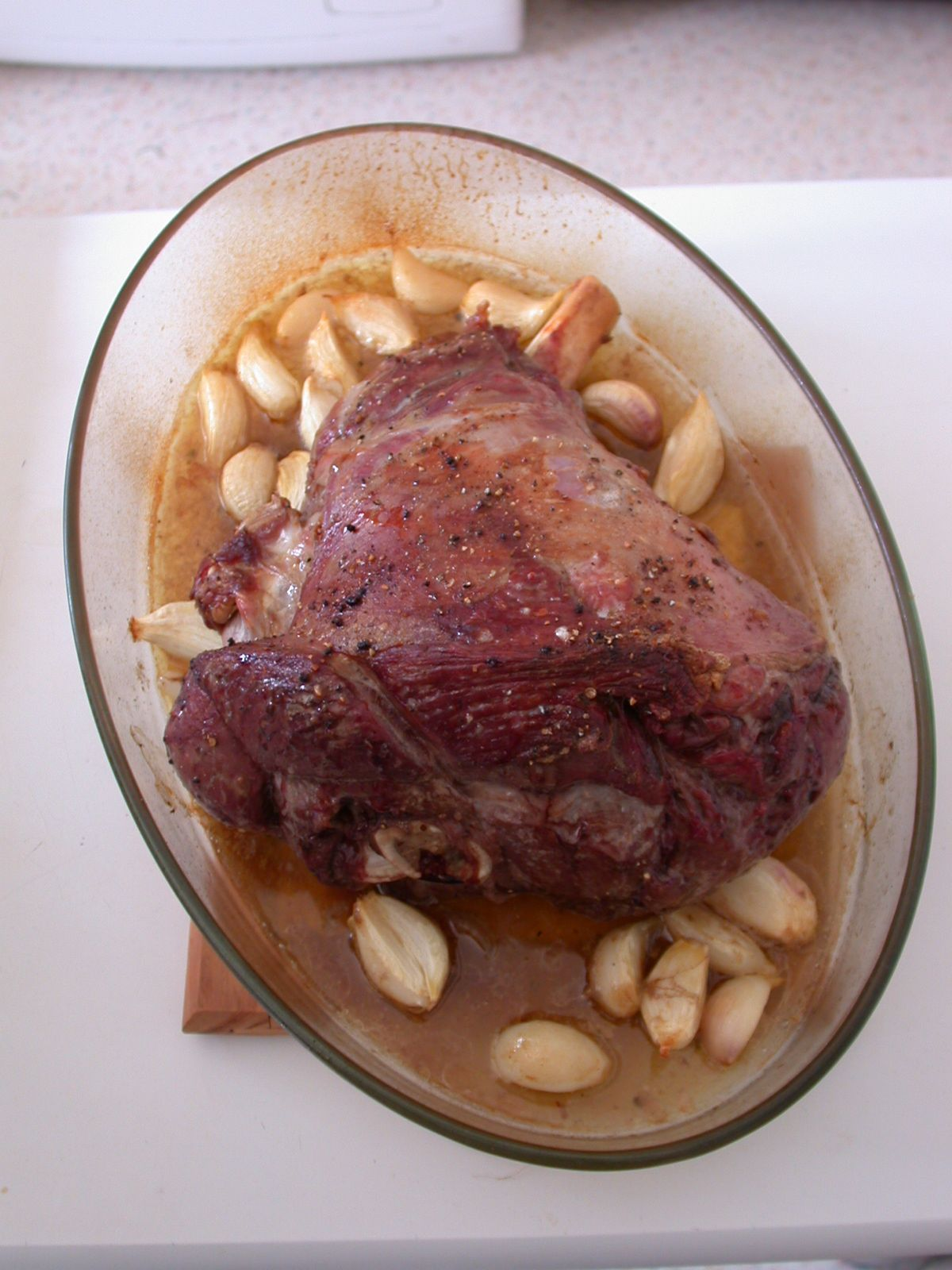
Gigot d'agneau cuit à l'ail.

Le gigot pascal est un mets du temps de Pâques, à base d'agneau ou de chevreau. Il est dénommé menoun en Provence. Dans les vallées alpines de l'Ubaye, du Queyras, de la Vésubie, du Champsaur et du Valgaudemar, il est cuisiné avec des choux, des carottes et des pommes de terre. Dans la vallée du Buech, il devient une sorte de blanquette, servie avec une salade des champs. En Basse-Provence, l'agneau peut être accommodé à l'ail, au romarin, au miel ou au citron, suivant les terroirs. Le gigot d'agneau des Alpilles est cuit à l'huile d'olive avec des gousses d’ail, du thym, du romarin et de la sarriette. Dans toutes les autres régions alpines et préalpines provençales, il est remplacé par un chevreau de lait accompagné de poivrons rouges.
Lors du passage de la mer Rouge, chaque famille du peuple hébreu avait sacrifié un agneau avant de traverser. Cette célébration était très ancrée chez les juifs comtadins de Carpentras, Cavaillon, L'Isle-sur-la-Sorgue et Avignon, qui se faisaient un devoir, quand ils étaient éloignés, de revenir dans leurs carrières d'origine pour manger l'agneau pascal.

### Escargots à la provençale

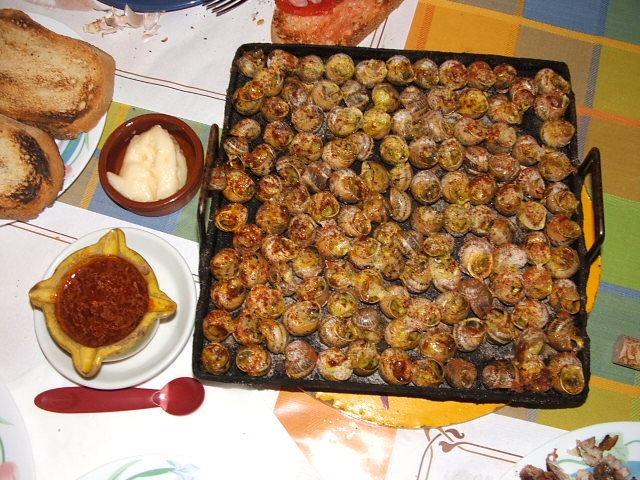
Escargots à la provençale.

Les escargots à la provençale sont un des mets les plus traditionnels de la Provence. Ce sont des mourguettes, ou petits-gris de Bourgogne, qui se consomment accompagnés d'un aïoli ou d'une sauce tomate faite maison.
Les fouilles archéologiques ont montré que la consommation des escargots est attestée depuis au moins -8500 ans. C'est ce qu'a prouvé Max Escalon de Fonton, dans la vallée de l'Huveaune. Sur le site du Serre 1, à Roynac, dans la vallée de la Valdaine, furent trouvées quantités de coquilles d'escargot de Bourgogne. Leur consommation s'est étendue du Néolithique cardial, naissance de l'agriculture, au Bronze final, constitution de l'habitat groupé.
Fernand Benoit a souligné que ce type d'escargot était très abondant pendant la période des moissons, donc lié aux pratiques agricoles. Ces petits-gris sont d'ailleurs baptisés, en provençal, cacalaus meissounenco. Ils passaient pour rendre les enfants « gras et poupinez ».
Au cours des moissons, ces escargots étaient consommés sur place, à la mi-journée, accompagnés d'un aïoli ; le soir, à table, ils se mangeaient avec une sauce tomate, dans laquelle entraient de l'huile d'olive, du vin blanc, des oignons et de la chair à saucisse. La recette actuelle n'a pas varié.

### Ortolans à la provençale
Les ortolans à la provençale sont un mets dont Alexandre Dumas donna la recette dans son Grand dictionnaire de cuisine, paru en 1873. La chasse et la commercialisation des ortolans étant interdites depuis la fin du XXe siècle, la façon de préparer ce plat est entrée dans l'histoire de la gastronomie tout en sortant des assiettes des gourmets. Le romancier indiquait : « Prenez autant de grosses truffes que vous en pourrez trouver ; prenez autant d'ortolans que vous aurez de truffes, coupez vos truffes en deux, creusez-y une place pour votre ortolan, placez-le, enveloppé d'une double barde très mince de jambon cru, légèrement humectée d'un coulis d'anchois ; garnissez vos truffes d'une farce composée de foies gras et de moelle de bœuf : liez-les de façon que vos ortolans n'en puissent sortir. Rangez vos truffes garnies d'ortolans dans une casserole à glacer ; mouillez avec une demi-bouteille de vin de Madère et même quantité de mirepoix ; faites cuire pendant vingt minutes à casserole couverte ; égouttez les truffes, passez le fond à travers le tamis de soie, dégraissez et faites réduire de moitié ; ajoutez de l'espagnole et faites réduire jusqu'à ce que la sauce masque la cuiller, passez-les à l'étamine, dressez vos truffes en buisson, et servez la sauce à part. »

### Pieds paquets

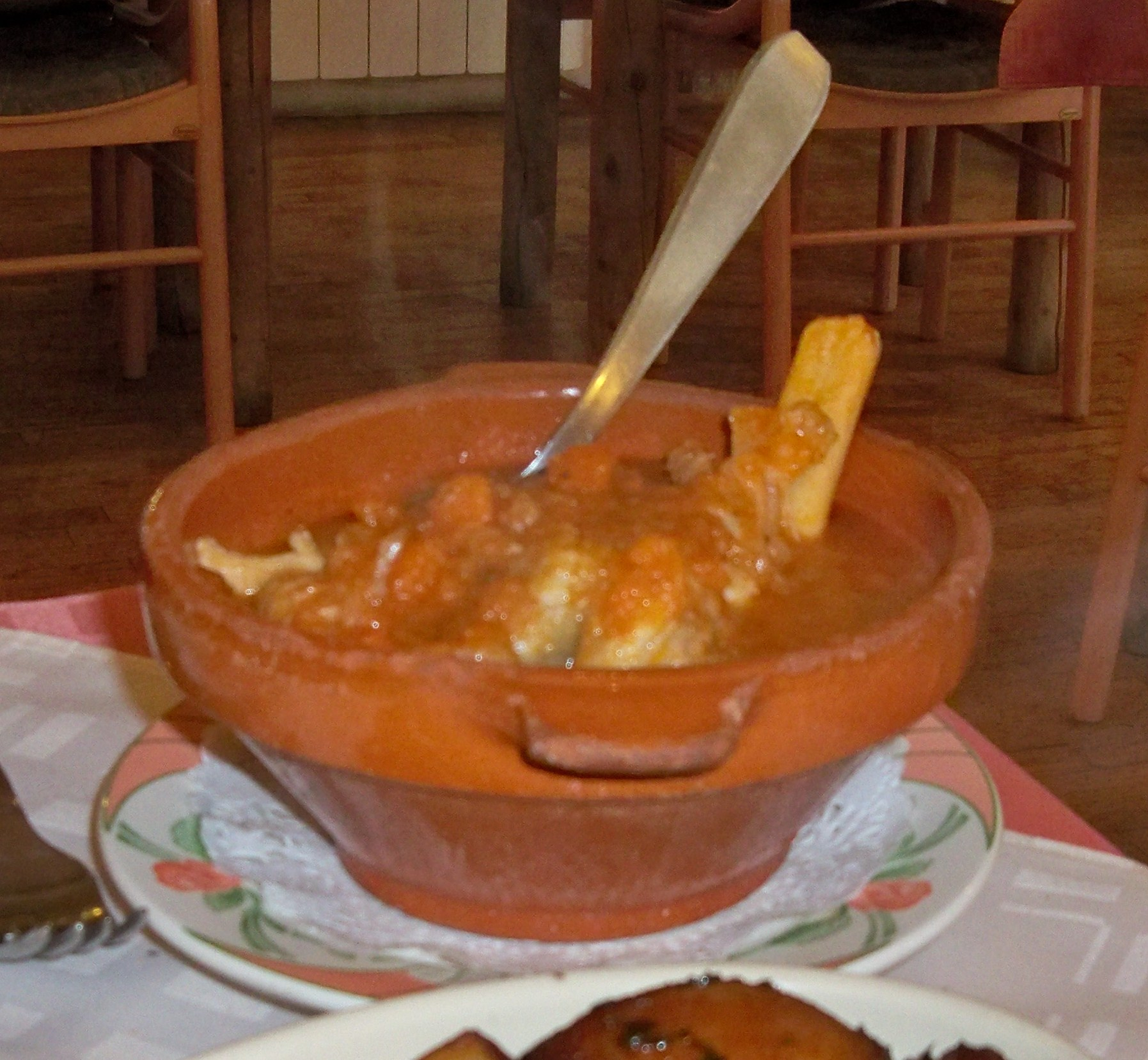
Pieds paquets de Sisteron.

Les pieds paquets ou « pieds et paquets » sont une spécialité commune à Marseille et à Sisteron. C'est un mets composé d'abats de mouton (tripes et pieds), mijotés dans une sauce au vin blanc et à la tomate. Les tripes sont découpées et roulées en forme de paquets qui vont être farcis de persil, ail et poivre. Préparés sans sauce tomate, les pieds et paquets peuvent être dégustés en vinaigrette, ce sont les tripo à la reboulado.

### Secca d'Entrevaux
La secca d'Entrevaux est un jambon sec de viande bovine séché et salé. Il ressemble à la viande des Grisons et se déguste découpé en fines tranches. Cette charcuterie a été mise au point par Robert Lovera, boucher à Entrevaux. Elle est généralement appréciée avec une salade de tomates, relevée d’huile d'olive parfumée à la truffe et de citron, ou agrémentée de fromage de brebis. Pour l’été, elle peut être accompagnée de fromage frais et se déguster avec un melon de Cavaillon.

### Tripes à la provençale
Les tripes à la provençale sont un mets spécifique à la Provence où il est consommé de septembre à juin. Outre le gras-double de bœuf et une bouteille de vin blanc sec, il faut une cuillère à soupe d’huile d’olive, du lard de poitrine, une cuillère à soupe de farine, un oignon, une carotte, un bouquet garni, des clous de girofle, une gousse d'ail, du concentré de tomate, un verre à liqueur d'eau-de-vie de marc de Provence, du sel et du poivre du moulin.

## Desserts

### Jausiereine
La jausiereine est une spécialité pâtissière de la ville de Jausiers, dans les Alpes-de-Haute-Provence. C'est un gâteau rond, d'un diamètre proche de 35 cm, très fin (environ 1 cm), composé de farine, de sucre, de beurre, d'œufs et d'une garniture intérieure aux framboises ou aux myrtilles.

### Merveille et croquant

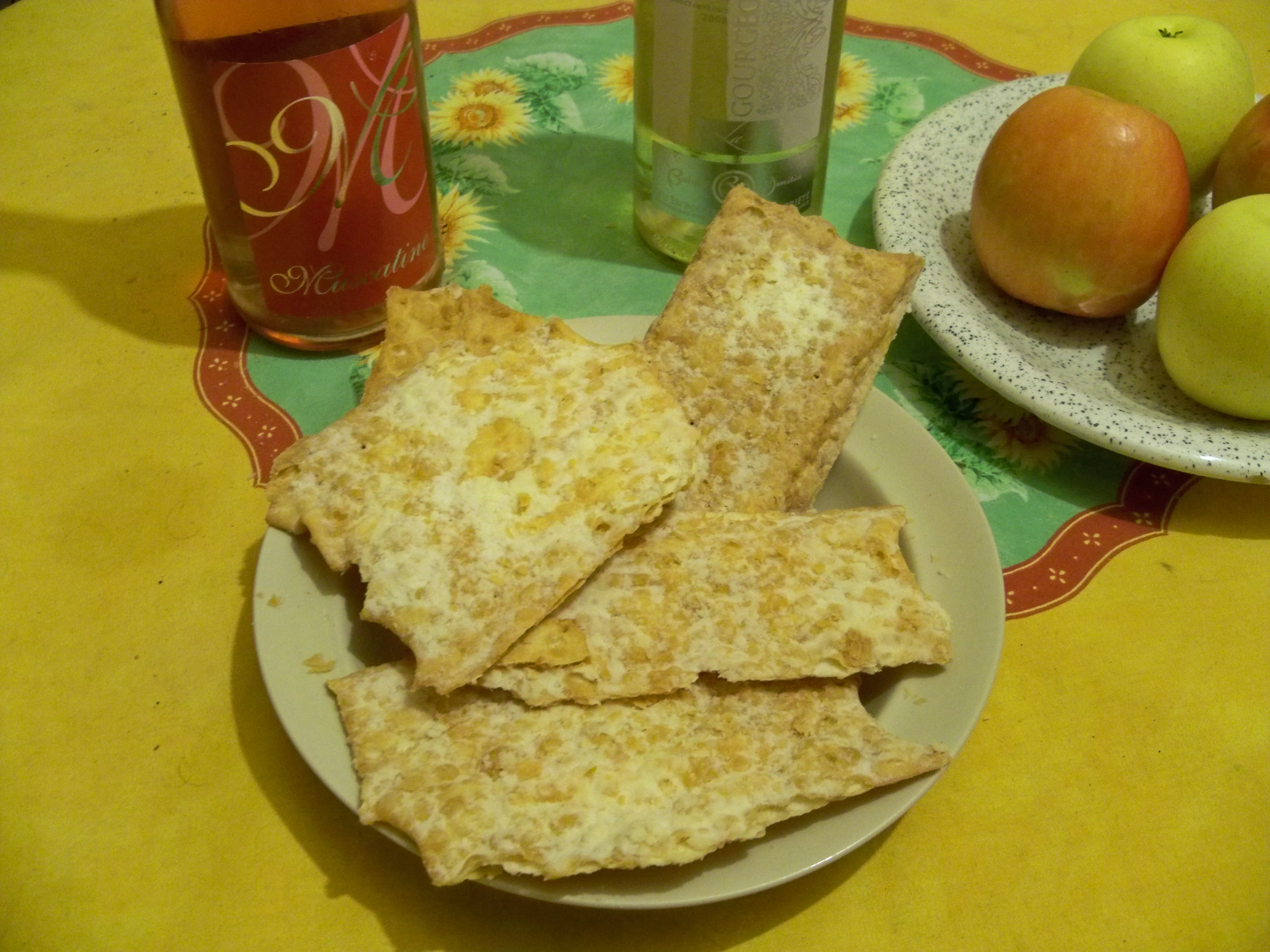
Assiette de merveilles.

Cette pâtisserie boulangère et pâtissière, est d'une fabrication traditionnelle en Provence entre le Jour de l'an et Pâques. Mais son pic de consommation est le Mardi gras. Elle paraît aussi sur la table lors des fêtes familiales. C'est une pâte frite à l'huile et parfumée à la fleur d'oranger. Très mince, légère et craquante, elle se consomme recouverte de sucre glace. Elle est connue sous des noms différents : oreillette reste spécifique à Avignon, le Comtat Venaissin, Apt et la vallée du Calavon ; elle se nomme bugne à Champoléon et dans le Briançonnais ; merveille dans les Alpes provençales ; ganse dans le pays niçois ; mensonge dans la vallée de la Vésubie et la vallée de la Roya ; croquant à Barcelonnette et dans la vallée de l'Ubaye.

### Miel de Provence

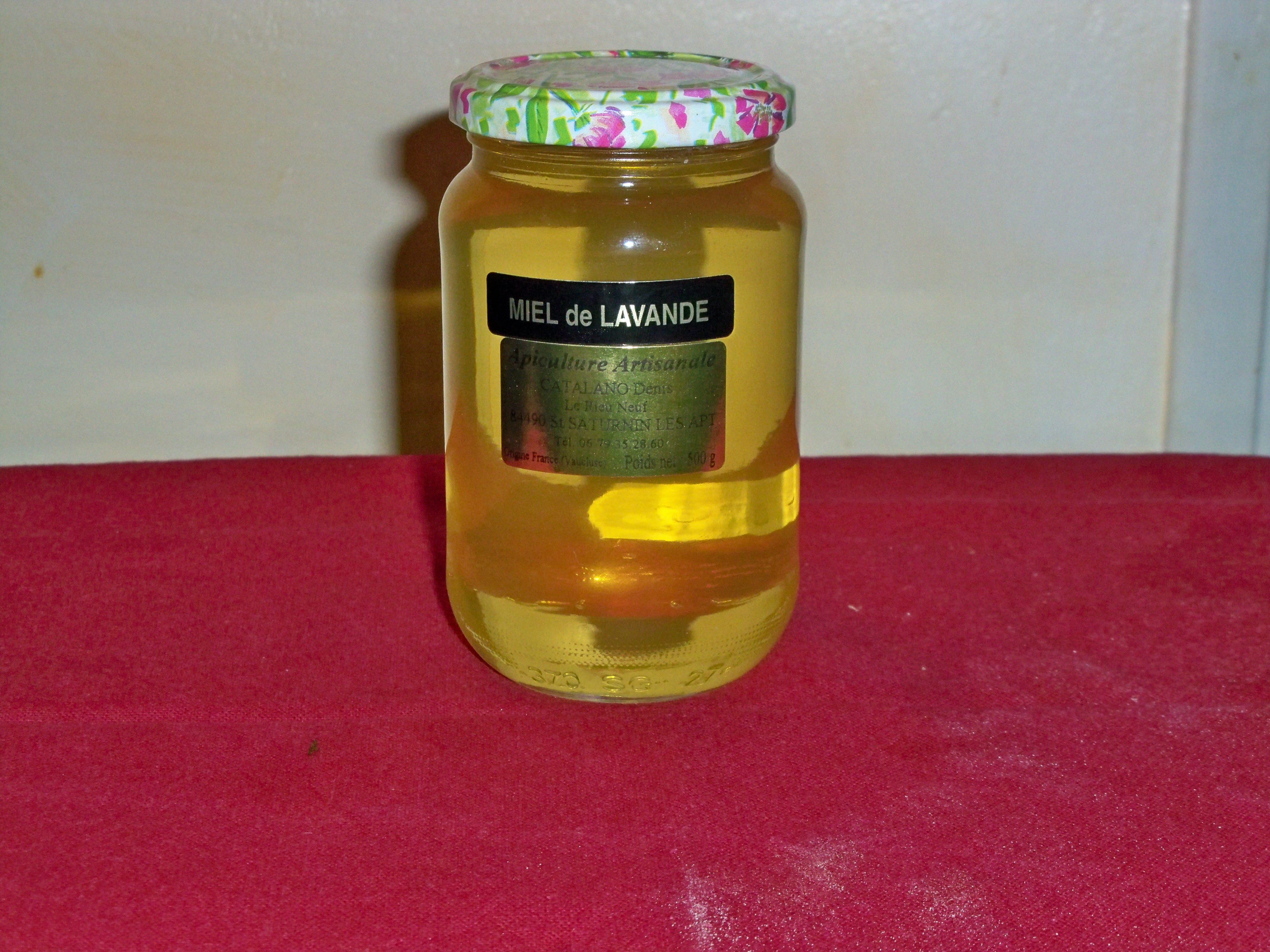
Miel de lavande du plateau d'Albion.

Le miel de Provence est protégé par un Label rouge associé à une indication géographique protégée, tant pour le miel toutes fleurs que pour le miel de lavande et lavandin. L'apiculture mobilise nombre de producteurs. Ils sont estimés à 4 500, dont 700 possèdent entre 70 et 150 ruches. La production régionale est de 2 000 T/an, soit 8 % de la production nationale. Nombre d'entre eux pratiquent la transhumance, selon un trajet allant du littoral vers la Haute-Provence. L'été est la saison privilégiée pour le miel de lavande et les ruches sont installées dans une zone limitée au nord par une ligne Montélimar / Digne avec, au sud, le mont Ventoux, le plateau d'Albion, la montagne de Lure, les monts de Vaucluse et le massif du Luberon. Le miel toutes fleurs est élaboré dans une vaste zone limitée par Nîmes, Montélimar, Gap, Digne, Nice, Toulon, Marseille et Avignon.

### Quatre mendiants
Les quatre mendiants font partie de la composition des treize desserts en Provence. Ces fruits secs représentent les différents ordres religieux ayant fait vœu de pauvreté, noix ou noisettes pour les Augustins, figues sèches pour les Franciscains, amandes pour les Carmes et raisins secs pour les Dominicains.
Frédéric Mistral (1830-1914), donne la définition de ce que sont les quatre mendiants, en Provence, « Figues, noix, amandes et raisins secs ». Il précise que ces mendiants sont aussi dénommés pachichòis d'Avignon à Marseille.

### Pain-coing

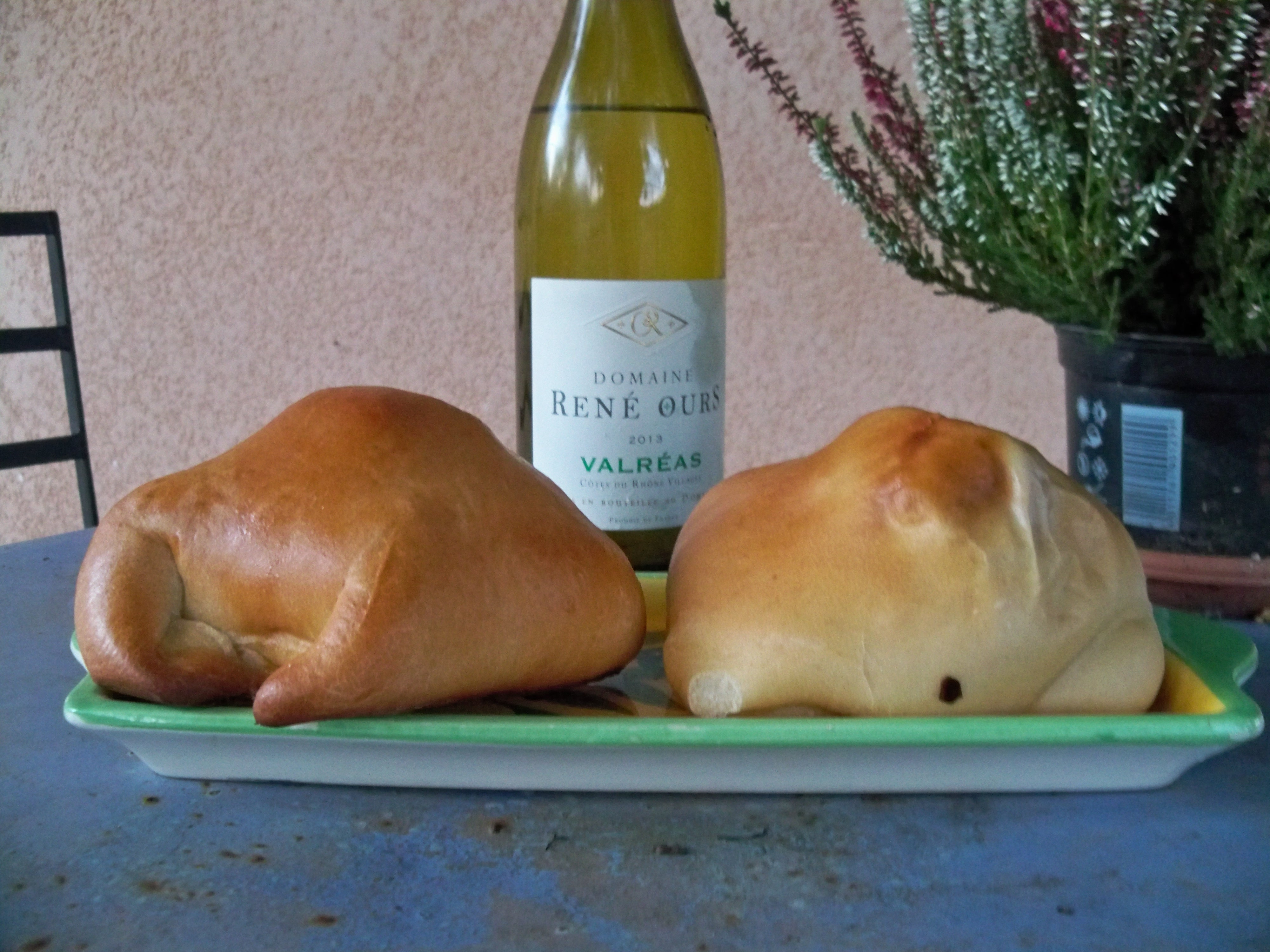
Pain-coing.

Le pain-coing est une pâtisserie provençale, qui est élaborée à base de pâte à pain et de coing. Ce mets automnal est fabriqué aussi bien en boulangerie qu'en pâtisserie, ou familialement. Il se trouve principalement dans le Vaucluse, les Bouches-du-Rhône, la partie rhodanienne de la Drôme, de l'Ardèche et du Gard, en Drôme provençale et dans la partie méridionale des Alpes-de-Haute-Provence.
Le fruit qu'il utilise est le coing de Provence qui « se distingue des autres coings par sa taille plus petite, sa forme plus régulière, son parfum agréable et persistant, sa couleur jaune vif à maturité avec, occasionnellement, des traces un peu verdâtres sur le côté resté à l’ombre ». Dénommé pan coudoun en Provence, c'était « un régal réservé aux pauvres qui attendaient la fin de la cuisson du pain au four banal pour amener leurs sucreries ». Puis, il devint le régal des petits écoliers, sa consommation commençant à la rentrée des classes et se faisant à l'heure du goûter. Les enfants surnommaient leur pain-coing, le « pingouin ».

### Tarte des Alpes
La tarte des Alpes est une pâtisserie spécifique des Alpes du Sud. Elle est fourrée à la confiture et recouverte de croisillons de pâte. Fabriquée artisanalement par les pâtissiers des Hautes-Alpes et des Alpes-de-Haute-Provence, ou industriellement par quelques entreprises haut-alpines, elle a l'avantage de pouvoir se conserver plusieurs mois sans perdre ses qualités gustatives.

### Treize desserts
|  |  | pommes poires melon vert nougat noir et nougat blanc fruits confits calissons | pommes poires melon vert nougat noir et nougat blanc fruits confits calissons |  |  | gibassié oreillettes dattes « quatre mendiants » : noix et noisettes, figues sèches, amandes et raisins secs | gibassié oreillettes dattes « quatre mendiants » : noix et noisettes, figues sèches, amandes et raisins secs |

|  |  | pompe à l'huile fougasse noix noisettes nougat blanc fruits confits | pompe à l'huile fougasse noix noisettes nougat blanc fruits confits |  |  | pommes poires oranges raisins frais vin cuit dattes pâte de fruits | pommes poires oranges raisins frais vin cuit dattes pâte de fruits |

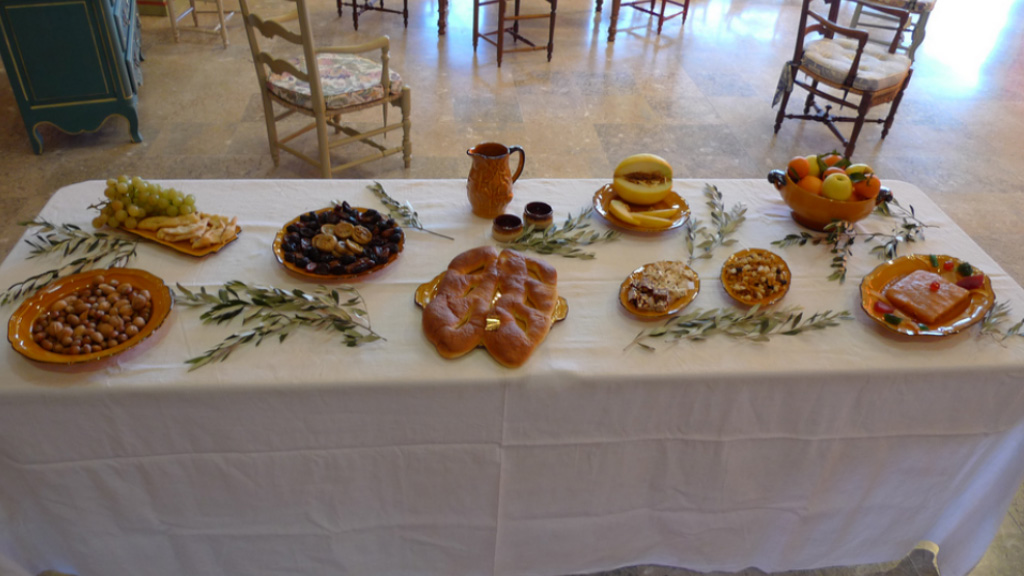
Les treize desserts :

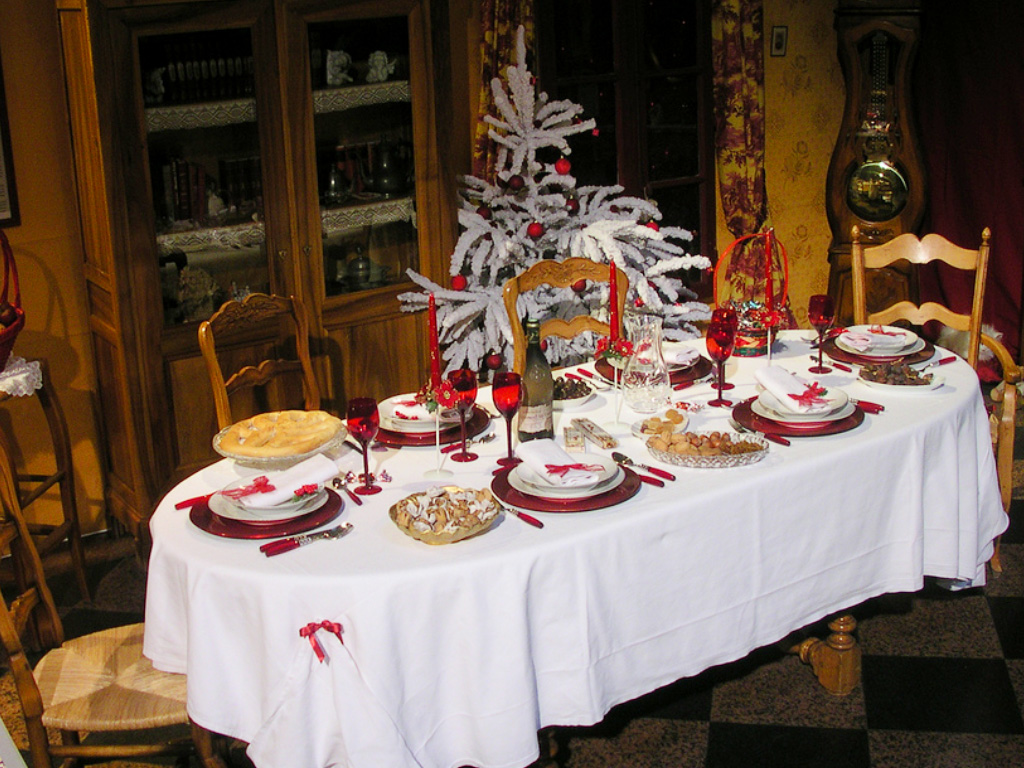
Les treize desserts :

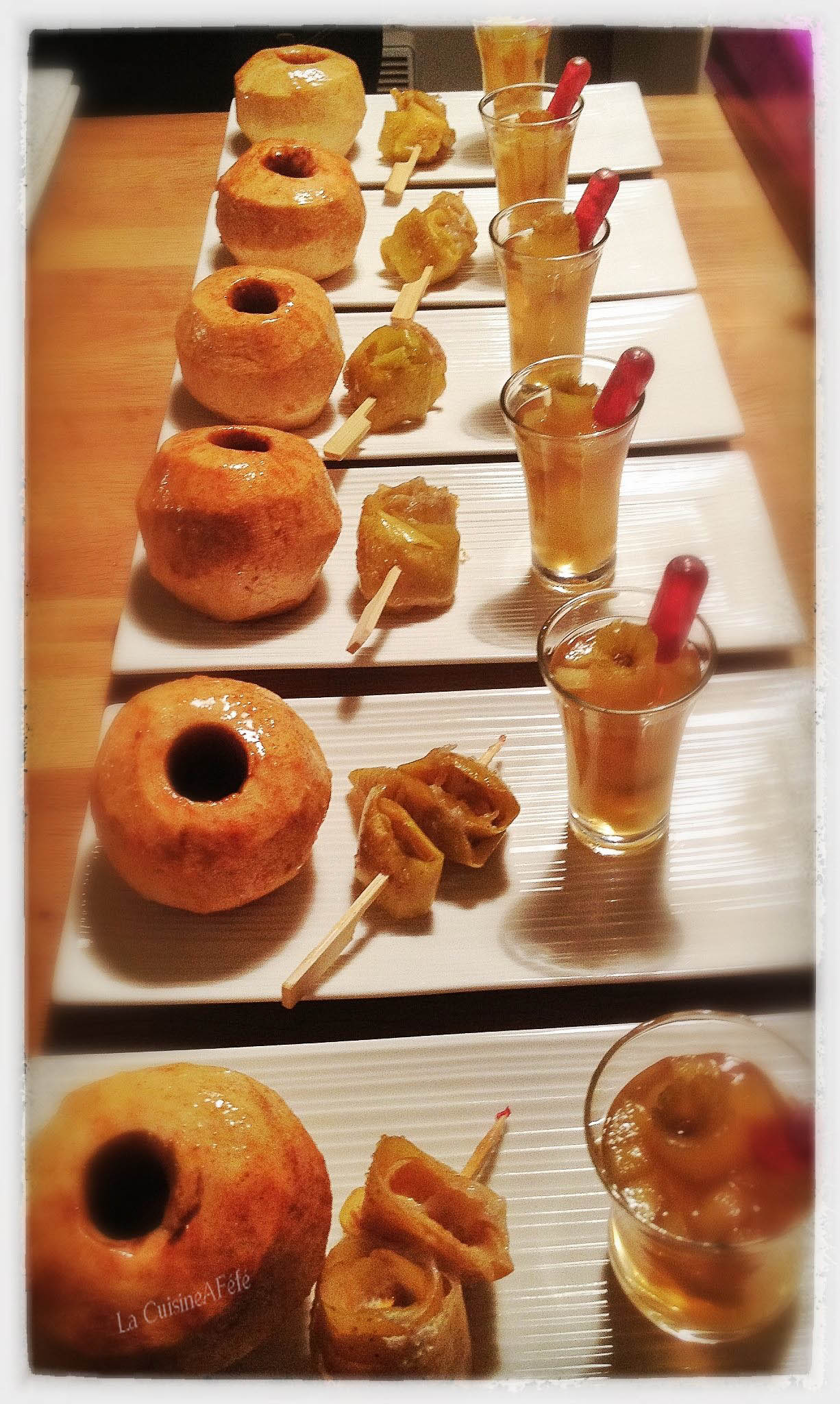
Déclinaison de la pomme de la Haute-Durance.

Les treize desserts qui suivent le gros souper de Noël font partie de la tradition méridionale de Noël, tradition ancienne pour ce qui est des desserts et assez jeune en ce qui concerne le chiffre treize. À Marseille, au XVIIe siècle, fruits frais, fruits secs et pompes « régalent les gens les deux derniers jours » avant Noël. 
Dans les années 1820, dans les Bouches-du-Rhône, le gros souper de Noël se termine par un « dessert plus ou moins splendide selon l'aisance des familles, qui consiste en gâteaux, fruits secs, confitures, biscuits et sucreries », chataignes et pompes. 
Avant le XXe siècle, on ne trouve apparemment aucune attestation d'une association des desserts de Noël avec le chiffre treize. Frédéric Mistral, quant à lui, ne cite pas le chiffre treize mais évoque les friandises exquises de la veillée de Noël. En 1885, un chroniqueur note : « Le gros souper n'est plus qu'à l'état de légende. »
Au début du XXe siècle, à la suite de Mistral et de son Félibrige, la nostalgie pour les Noëls de jadis est à la mode en Provence. En 1925, dans un numéro spécial de Noël du journal La Pignato, un écrivain d'Aubagne, le docteur Joseph Fallen, écrit à propos des desserts : « Il en faut treize, oui treize, pas plus si vous voulez, mais pas un de moins, notre Seigneur et ses apôtres ! »
L'année suivante, la romancière Marie Gasquet écrit, dans Une enfance provençale, qu'à Noël, « il faut treize desserts, treize assiettes de friandises, douze qui versent les produits du pays, du jardin, la treizième beaucoup plus belle, remplie de dattes ». Au début des années 1930, le musée du Terroir marseillais consacre une salle au repas de Noël ; la tradition commence à s'installer.

## Fruits

### Pomme de Risoul
La pomme de Risoul est un fruit de taille moyenne, jaune et vermillon strié, au gout acidulé et très parfumé. Elle est inscrite depuis 1985 au catalogue officiel des espèces et variétés de plantes cultivées en France, dans la liste des variétés anciennes d'amateurs pour la région sud-est. Elle est cultivée depuis plusieurs siècles dans la région de Risoul, où elle a longtemps constitué une part essentielle de l'alimentation des Risoulins. À son apogée, dans les années 1940-1960, sa production représentait une activité importante pour toute la vallée du Guil. Son déclin a commencé avec l'avènement de la Golden et de variétés américaines dans les années 1960, le coup de grâce étant asséné par le développement de nouvelles technologies permettant une conservation de plus en plus longue. De nombreux pommiers ont subsisté, parfois inexploités, sur toute la commune de Risoul et, notamment, dans les vergers de la Rua et des Isclasses. La pomme de Risoul connaît de nos jours un regain grâce à l'intérêt en hausse pour les produits régionaux. Sa production est aujourd'hui principalement transformée en jus de pomme, offert à la vente dans la plupart des commerces de la station de Risoul et du canton. Cette pomme est réputée pour son excellente conservation allant de trois à neuf mois. Les anciens la conservaient dans le foin, en grenier ou en cave, jusqu'au début de l'été.

### Pommes des Alpes de Haute-Durance
Les Pommes des Alpes de Haute-Durance ont obtenu une Indication géographique protégée qui a été publiée au Journal Officiel de l'Union européenne le 17 avril 2010. Ces pommes, de variétés Golden Delicious et Gala, proviennent de six cantons des Alpes-de-Haute-Provence et de treize cantons des Hautes-Alpes situés entre 450 et 900 m d’altitude. La qualité de ces pommes est liée à leur terroir, et en particulier au climat de la Haute-Durance, avec plus de 300 jours d'ensoleillement par an. Le froid nocturne qui règne lors de la maturation des pommes empêche la dégradation des acides, tandis que la forte amplitude thermique diurne permet leur jaunissement, et même leur rosissement.

## Fromages

### Banon

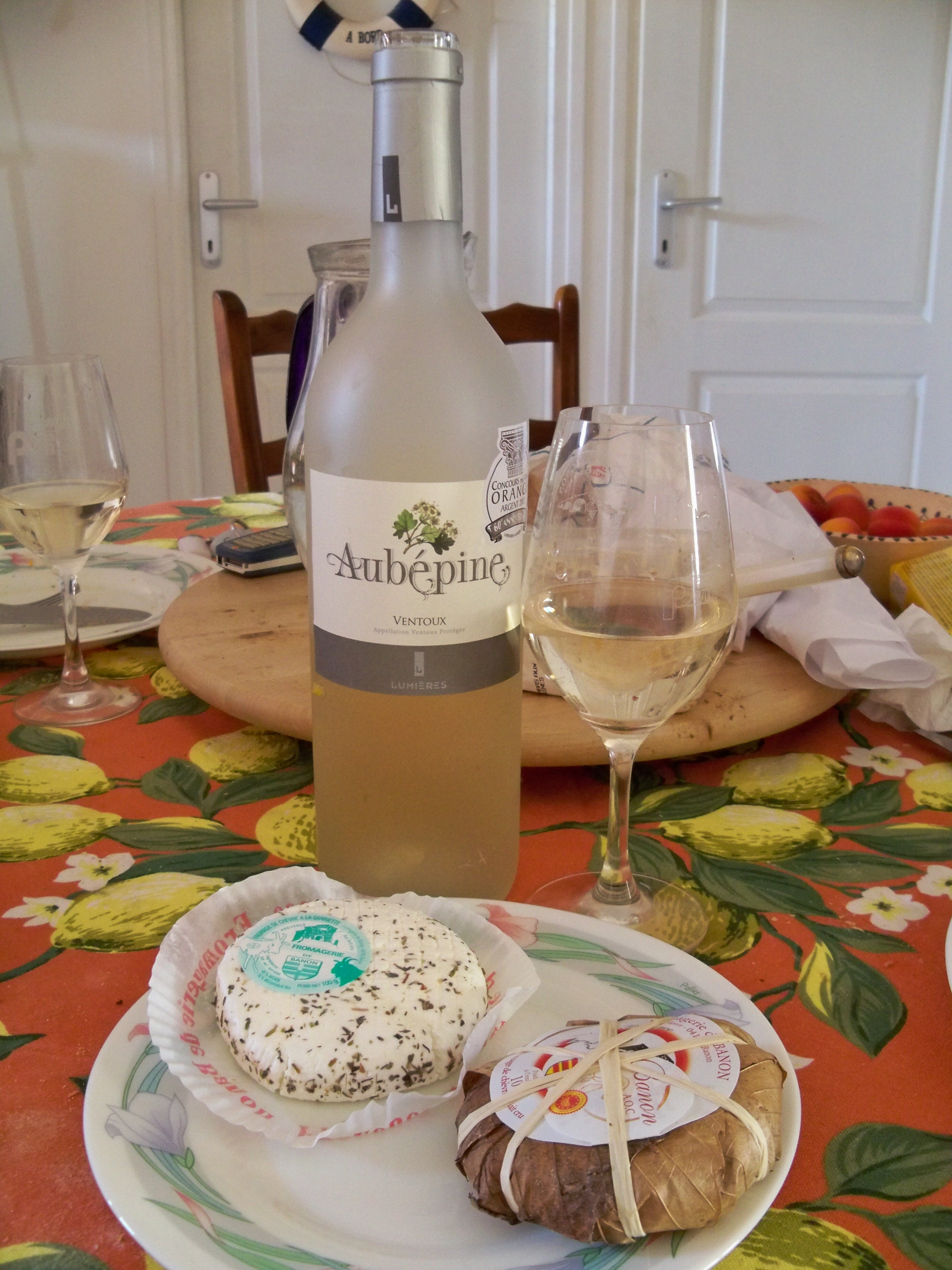
Banon dans son enveloppe de feuilles de châtaignier et poivre d'âne.

C'est un petit fromage au lait cru de chèvre, dont le nom provient d'un petit village adossé au plateau d'Albion, entre Lure et Ventoux. Il a entre 6 et 7 cm de diamètre et pèse une centaine de grammes. Il est fabriqué avec du lait de chèvre de races provençale, rove et alpine exclusivement. Les chèvres doivent paître sur les collines de la région pendant au moins 210 jours par an. Il est commercialisé recouvert de feuilles de châtaigniers brunes, liées par un brin de raphia naturel.
En 2003, l'INAO a donné son accord pour protéger le Banon par une AOC. C'est le premier fromage de la région Provence-Alpes-Côte d'Azur à obtenir une AOC. Cette reconnaissance concerne 111 communes des Alpes-de-Haute-Provence, 33 des Hautes-Alpes, 21 de la Drôme et 14 du Vaucluse, soit un total de 179 communes pour la production du lait et la fabrication.

### Poivre d'âne
Le poivre d'âne ou pèbre d'aï est un fromage français à pâte molle. Il est fabriqué en Provence à partir de lait de chèvre ou de vache. Son appellation provient de son enrobage de plusieurs herbes sèches, dont l'une porte le nom provençal de pèbre d'aï (poivre d'âne). Cette plante aromatique est en fait la sarriette vivace (Satureja montana L).

### Bleu du Queyras
Ce fromage à pâte persillée est élaboré à partir de lait de vache des Alpes. Celui-ci est quelquefois mélangé à 5 % de lait de chèvre. Il se présente en trois variantes : bleu du Pelvoux, bleu du Briançonnais et bleu de l'Olan. Il est de forme de cylindrique, son diamètre variant entre 20 et 50 cm et sa hauteur de 8 à 10 cm. Quant à son poids, il est très variable, puisqu'il se situe entre 1 et 6 kg. Sa fabrication, attestée depuis le XVIIIe siècle, est devenue actuellement assez confidentielle puisqu'il ne reste qu'un seul producteur à Arvieux.

### Cachaille
La cachaille (ou cassaille) est un fromage fort, originaire du sud-est de la France et, plus spécialement, de la région provençale. Cette préparation fromagère était initialement une fabrication familiale où chaque foyer avait sa méthode d'élaboration. Les premières références à ce fromage viendraient du village de Puimichel, dans les Alpes provençales. La diffusion géographique de cette préparation fromagère lui a fait adopter différentes dénominations. Elle se nomme cacheille, au pied de la montagne de Lure et plus spécifiquement dans la région de Banon, catcha dans le Haut-Verdon, fuorte dans le Queyras et toupina dans le Briançonnais. Cette mixture de haut goût est basée sur la fermentation de restes de fromages, tomes de brebis et brousses de chèvre, avec une possible adjonction de restes de fromages divers. Pour parfaire son goût, on y ajoute d’autres ingrédients, tels qu'eau-de-vie, vin blanc, vinaigre, oignon, ail, huile d’olive, sel et poivre.

### Cachat

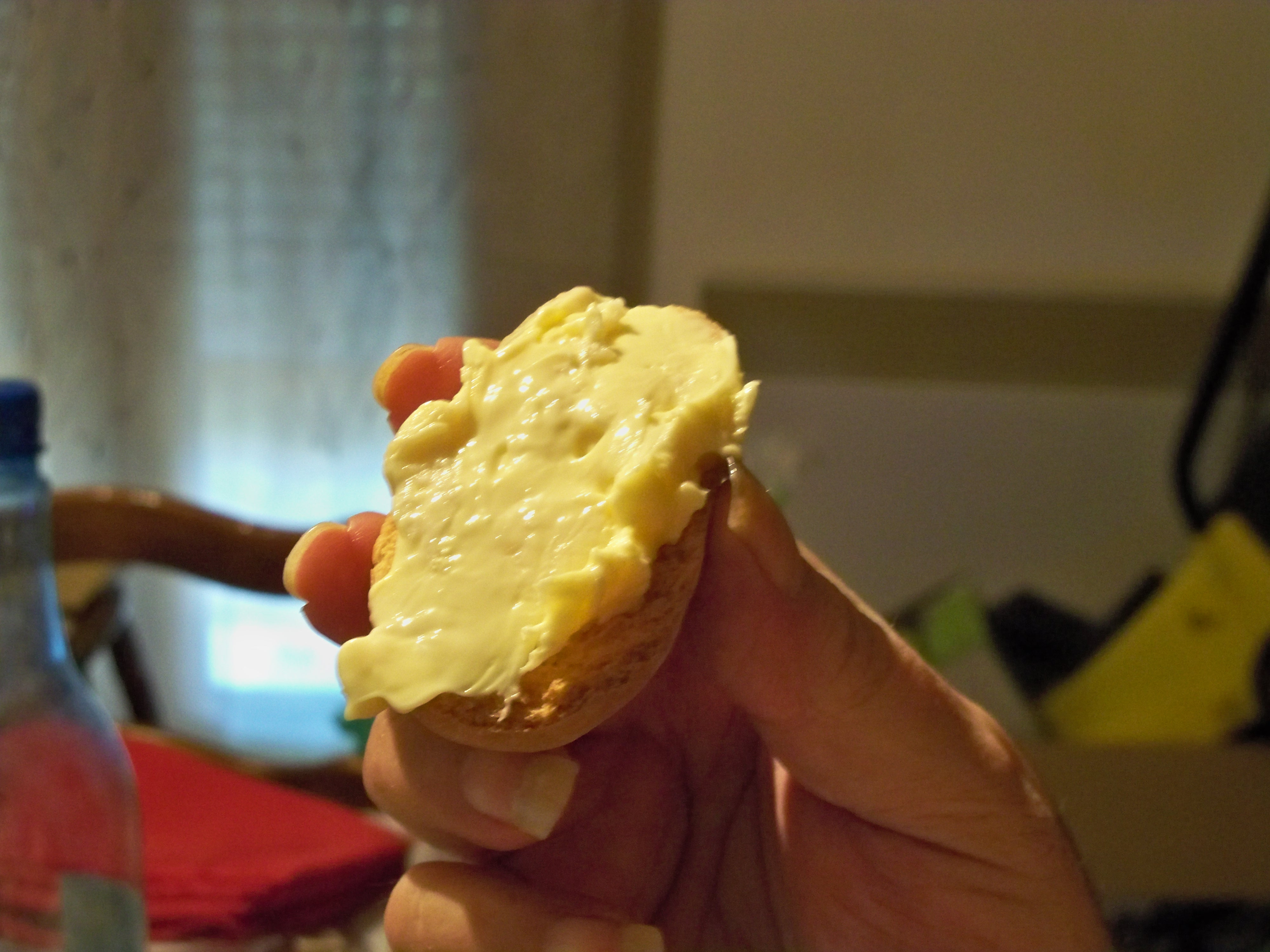
Tartine de cachat.

Le cachat, ou fort du Ventoux, cousine avec la pétafine du Dauphiné ou la cachaille des Alpes provençales. Généralement fabriqué à base de lait de chèvre, cette préparation fromagère peut l'être avec celui des brebis ou en mêlant les deux. Il suffit de laisser aigrir du lait caillé dans un grand pot de grès (environ 10 litres) et d'éliminer au fur et à mesure le petit lait.
Pour accélérer la fermentation, il y est ajouté du fromage persillé et une rasade d'eau-de-vie, qui permet d'éviter toute infection microbienne et relève la saveur. Cette mixture se transforme alors en une crème onctueuse de haut goût, celui-ci s'amplifiant avec le vieillissement. Ce fromage se consomme sur des tranches de pain après avoir été poivré et s'accompagne d'oignons crus. Le cachat s'alimente. Après chaque ponction, il y est ajouté une quantité équivalente de fromage fait.

### Champoléon
Le champoléon est un fromage à pâte pressée non cuite, originaire de la vallée du Drac dans le Champsaur. Il est essentiellement fabriqué dans les fermes des communes de Champoléon et d'Orcières. Le plus gros producteur industriel est la Laiterie du Col Bayard, à Laye. Il se présente sous la forme d'une meule cylindrique d'un diamètre de 20 cm et d'une épaisseur de 10 cm minimum. Son poids peut varier entre 1 et 2 kg. Recouvert d'une épaisse croûte orange, sa pâte est striée en son milieu d'une raie bleue comme le Morbier. 
Sa composition laitière varie suivant la saison, et reste tributaire du cheptel présent dans les alpages, ainsi que de la quantité de lait obtenue à la traite. Il peut donc être uniquement à base de lait de vache, se voir ajouter du lait de chèvre et enfin mélanger laits de vache, de chèvre et de brebis.

### Chèvre du Mont-Ventoux
Le chèvre du Mont-Ventoux est produit artisanalement à partir de lait de chèvre du Rove, au pied du mont Ventoux. Le principal producteur se trouve près de Saumane, dans les Alpes-de-Haute-Provence, commune située à cheval sur le plateau d'Albion et la montagne de Lure.

### Tomme du Champsaur
La tomme du Champsaur est un fromage à pâte pressée non cuite. Cette appellation générique regroupe différentes sous-appellations : tomme de Tende, tomme de la Vésubie, tomme des Vigneaux, tomme du Queyras et tomme de l'Ubaye. Ces tommes se présentent sous deux variétés : la tomme fraîche et la tomme de garde. La première est produite toute l'année par les coopératives et les laiteries de Queyras et Barcelonnette, et représente 30 t/an.
La seconde reste une production fermière réalisée encore en infime quantité par deux producteurs. Cette tomme se présente sous la forme d'un cylindre de 25 à 30 cm de diamètre, et d'une hauteur variant entre 6 et 8 cm. Sa croute est striée de couleur gris-blanc. Quant à la tomme fraîche, sa couleur s'étend du blanc franc au crème soutenu, elle a une hauteur standard de 4 cm et un diamètre de 15 cm.

### Tomme de Provence

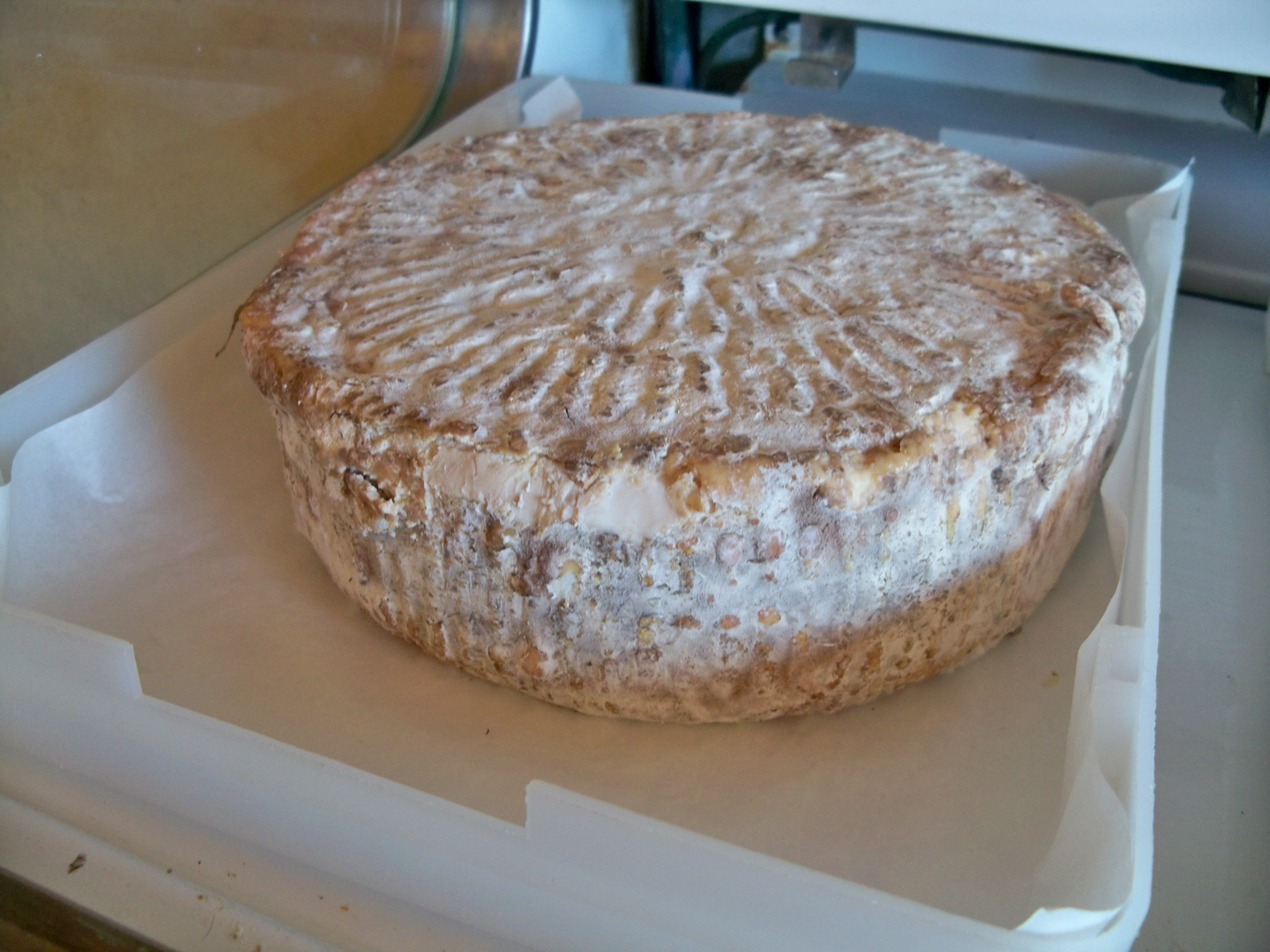
Tomme de Provence.

La tomme de Provence, dite aussi tomme à l'ancienne, est un fromage à pâte molle et à croûte fleurie, dont la fabrication est traditionnelle dans toute la Provence. Élaborée uniquement à base de lait cru de chèvre, son histoire se perd dans la nuit des temps puisqu'elle serait fabriquée, selon la même technique, depuis le Néolithique comme l'attestent les antiques faisselles retrouvées par les archéologues sur des sites où se pratiquait l'élevage caprin. Ces tommes, suivant les lieux de production, se présentent soit sous la forme d'un petit palet d’environ 6 à 7 cm de diamètre et de 1 à 2 cm de hauteur, ou d'un palet un peu plus grand de 8 cm de diamètre et de 2 à 3 cm de haut pour un poids de 100 g. En fonction du temps d'affinage, elles se présentent généralement avec une croûte fleurie, très fine, poudreuse et souple qui peut évoluer jusqu'à une couleur marron ou cendrée. La croûte recouvre une pâte blanche brillante, avec un léger arôme lactique, qui va de crémeuse à coulante,.

### Tomme de l'Ubaye
La tomme de l'Ubaye est un fromage de la vallée de l'Ubaye, dans les Alpes-de-Haute-Provence. C'est un fromage au lait de vache, à pâte molle et à croûte fleurie. Il est d'un diamètre d'environ 10 cm et d'une épaisseur de 6 cm. Il est produit par la coopérative laitière de la Vallée de l'Ubaye, établie à Barcelonnette.

## Boissons

### Apéritifs et liqueurs de Forcalquier
Fondée à Forcalquier, en 1898, sous le nom de Distillerie de Provence, aujourd'hui devenue Distilleries et Domaines de Provence, cette maison fabrique et commercialise des apéritifs et liqueurs de tradition à base d'herbes aromatiques cueillies dans la montagne de Lure. Ces simples, connus et récoltés depuis le Moyen Âge, gardent leurs vertus grâce à leur distillation. Cette pratique se développa au cours des XVIIe siècle et XVIIIe siècle, grâce aux cueilleurs et colporteurs, qui s'installèrent comme droguistes ou apothicaires. Les spécialités qu'ils élaboraient se présentaient sous forme de boissons ou de breuvages dont étaient vantées les « vertus dépuratives, toniques, digestives et apéritives ou rafraîchissantes ». Le pas fut franchi à la fin du XIXe siècle quand les distillateurs se spécialisèrent dans l'élaboration de liqueurs et d'apéritifs. Ses produits phares sont le vin de noix, le rinquinquin, le vin d'orange, le génépi, le pastis Henri Bardoin et le Bau des Muscats (frizzant).

### Génépi
Cette liqueur alpine, considérée comme typique de la Savoie est aussi élaborée dans les Alpes du Sud. De couleur jaune doré, elle est le résultat de la macération du génépi, nom vernaculaire qui désigne différentes espèces d'armoises appartenant à la famille des Astéracées. Seuls le génépi noir et le génépi blanc sont utilisés. La tradition est de récolter ces plantes en juillet et de les faire macérer dans de l'alcool et du sucre titrant ainsi environ 40° suivant sa recette traditionnelle (40 brins de génépi plus 40 g de sucre dans de l'alcool à 40° pendant 40 jours). Pour la part des liqueurs de génépi du commerce, trois fabricants se partagent le marché : un à Forcalquier, un à Barcelonnette et un à Châteauroux-les-Alpes.

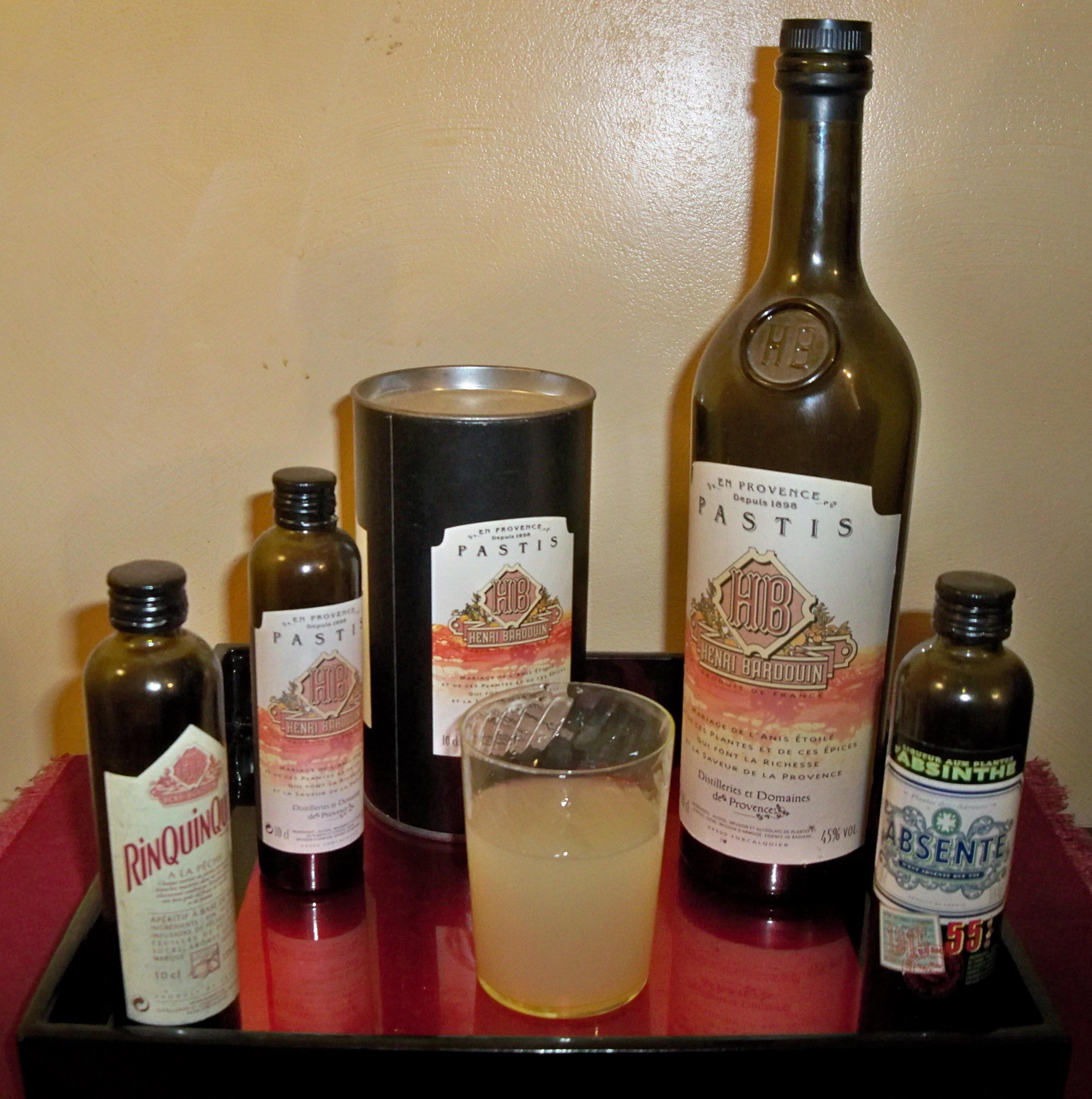
Apéritifs de la distillerie de Provence.
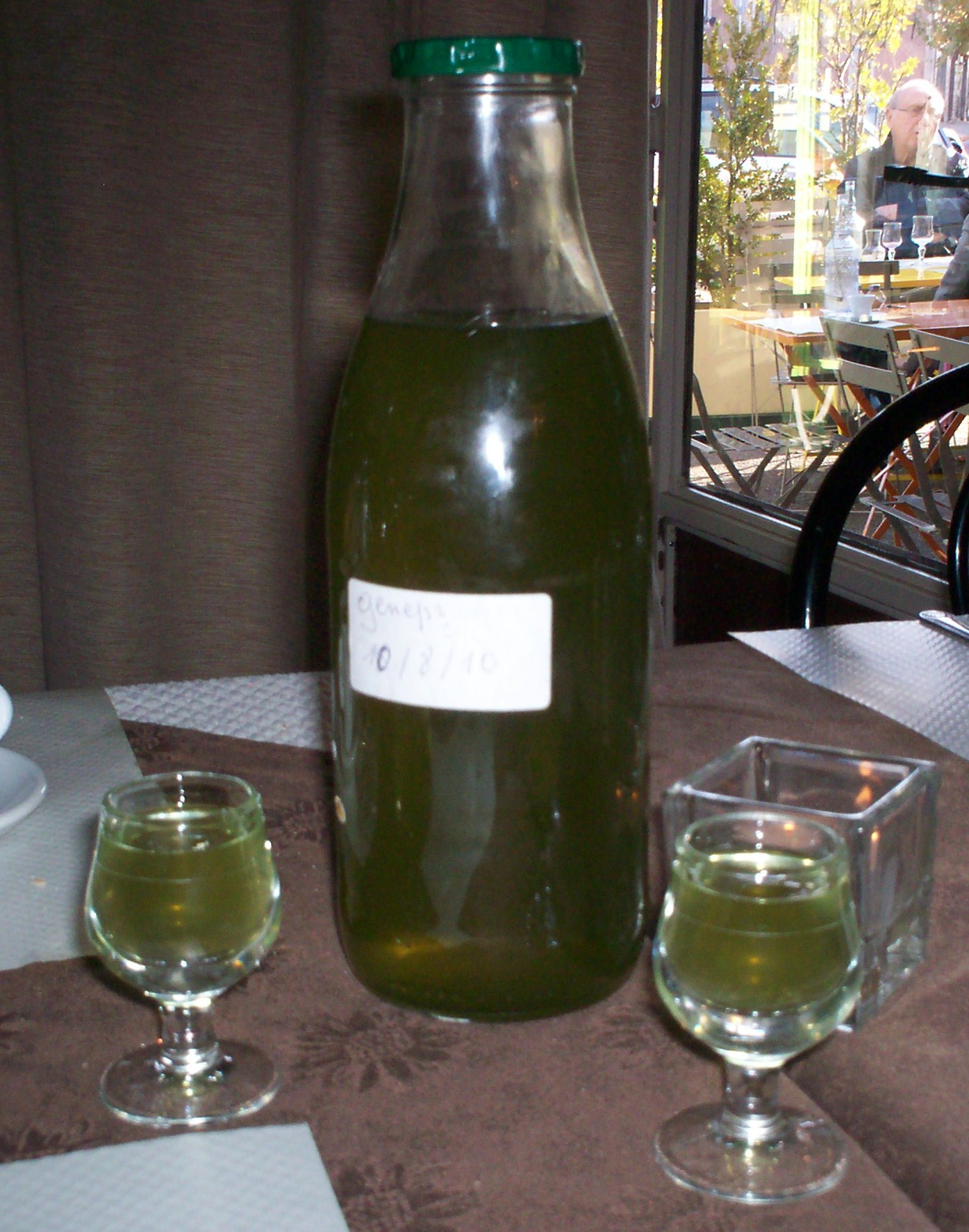
Génépi fermier.

### Marc de Provence
Le marc de Provence est une eau-de-vie obtenue par distillation de marc de raisin, provenant exclusivement de l’aire géographique de Provence-Alpes-Côte d'Azur, ainsi que de deux départements de la région Rhône-Alpes. Il bénéficie depuis 1942 d'une appellation réglementée,.

## Vins

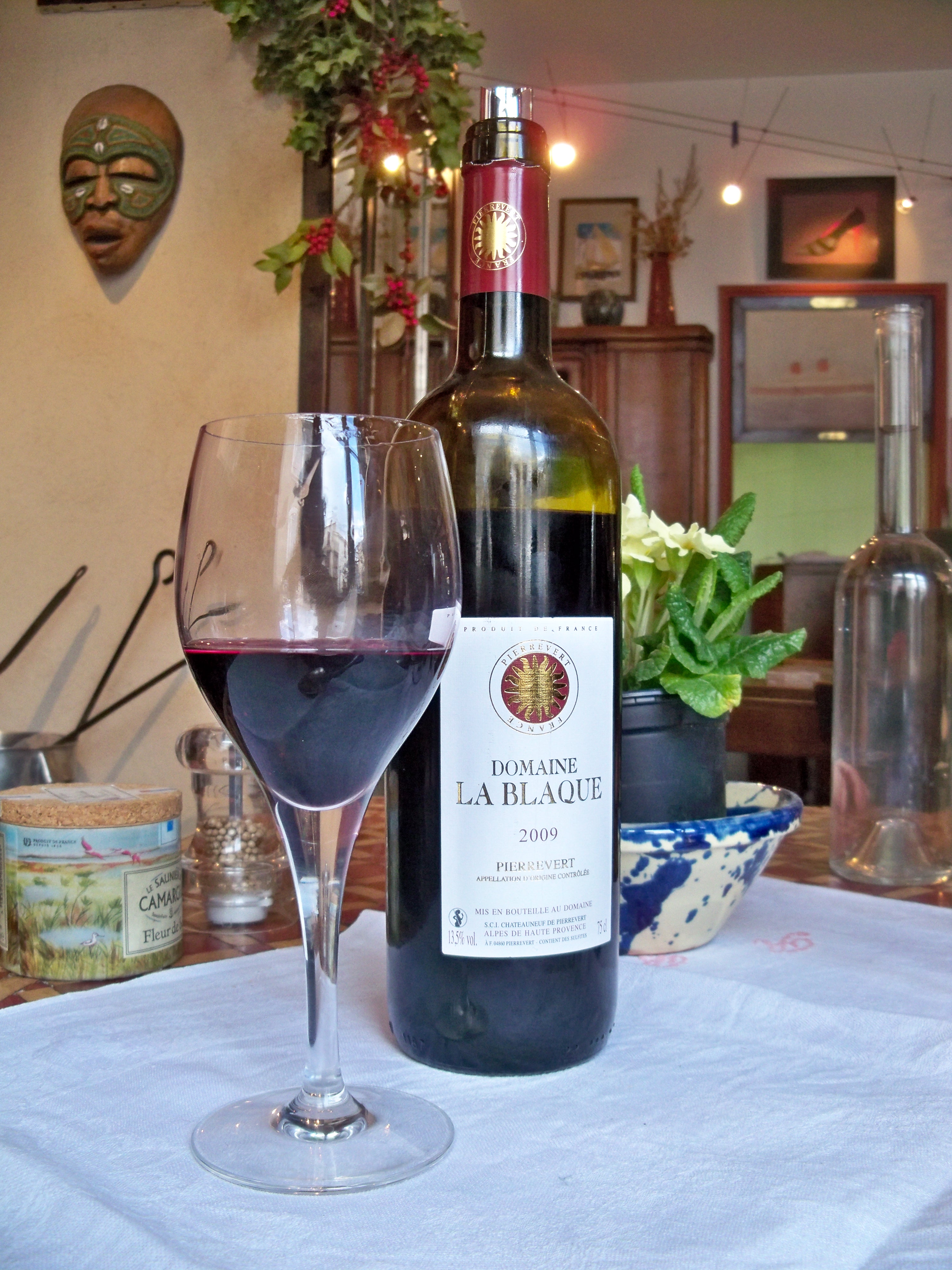
AOC pierrevert rouge.

### Pierrevert AOC
Le pierrevert est le seul vin AOC des Alpes méridionales. Il se présente en rouge, rosé et blanc. En fonction de leur robe, ces vins peuvent traditionnellement accompagner les viandes rouges ou blanches, le gibier ou les venaisons, les poissons d'eau douce, et toute la cuisine de Haute-Provence.

### Vin de pays des Alpes-de-Haute-Provence
Le vin de pays des Alpes-de-Haute-Provence est un vin de pays de département qui a vocation à labelliser, après dégustation, les vins ne pouvant postuler à l'appellation d'origine. La production est d'environ 8 000 hectolitres par an. En progression régulière depuis 1985, il est produit majoritairement dans la vallée de la Durance.

### Vin de pays des Hautes-Alpes
Le vin de pays des Hautes-Alpes est un vin de pays de département qui a vocation à labelliser, après dégustation, les vins ne pouvant postuler à une appellation d'origine. Il est produit majoritairement sur la rive droite de la vallée de la Durance. En 2004, les producteurs se sont regroupés au sein du Syndicat des vignerons des Hautes-Alpes. Depuis 1988 a été ouverte une route des vins de 15 km, tracée à travers le vignoble entre Chorges et Tallard.

## Assaisonnements

### Herbes de Provence

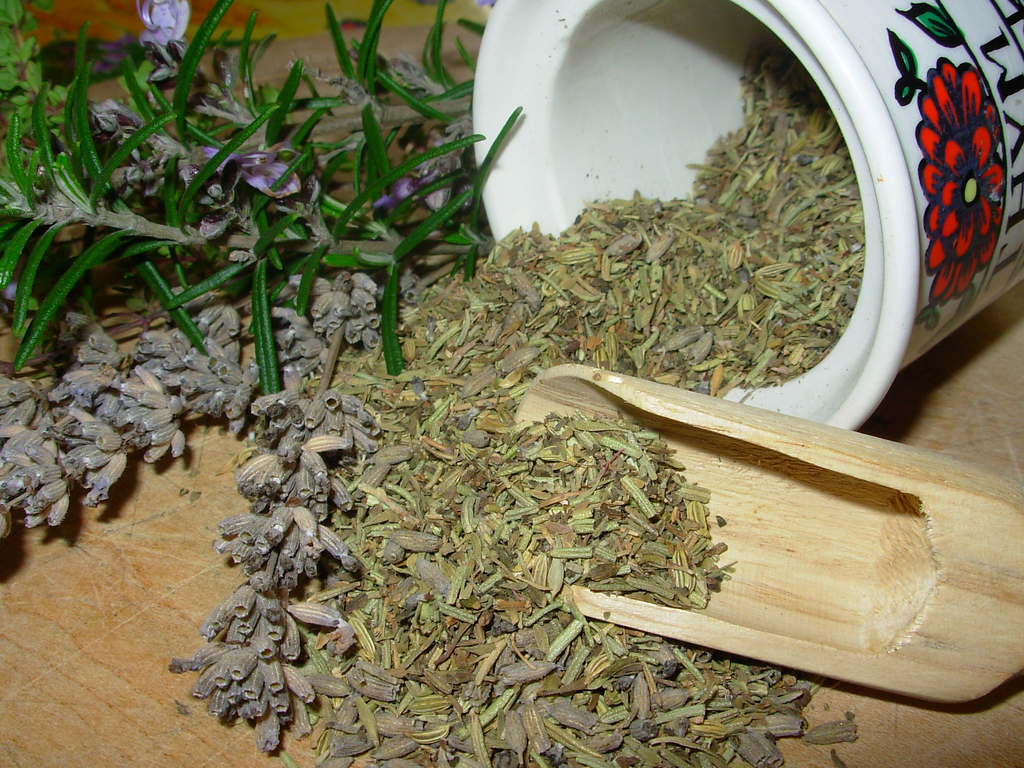
Herbes de Provence.

Les herbes de Provence sont un ensemble de plantes aromatiques fraîches ou séchées, originaires des régions méditerranéennes et, historiquement, de Provence. Il faut savoir que l'appellation Herbes de Provence est un terme générique et que 95 % des mélanges dits « herbes de Provence » proviennent des pays d'Europe centrale et orientale (Pologne et Albanie en tête), du Maghreb ou de Chine.
Ce terme regroupe différentes variétés de plantes comme le thym, le serpolet, la marjolaine, l'origan, le romarin, le basilic, le cerfeuil, l'estragon, la livèche, la sarriette, la sauge, le laurier sauce et le fenouil. Une partie de ces plantes entre dans la composition du bouquet garni. Ces plantes ont pendant longtemps fait uniquement l'objet d'une cueillette à l'état sauvage. Cette pratique est devenue caduque et elles sont aujourd'hui de plus en plus cultivées. À côté d'une production de type familial, herbes poussant dans le jardin ou en pots sur les balcons, cette production organisée représente la moitié du marché.
La totalité de la récolte régionale, essentiellement concentrée en Haute-Provence, est absorbée par les usines de transformation qui commercialisent les herbes, soit séchées, soit congelées sous vide. Il n'existe aucun chiffre pour la commercialisation de ces herbes fraîches, mais leur présence massive sur les marchés provençaux, comtadins et niçois, a assuré la réputation de ceux-ci. Les herbes de Provence accompagnent grillades, sauces, ragoûts, rôtis, poissons, pâtes et plats à base de tomates.

### Huile d'olive de Haute-Provence
L'huile d'olive de Provence a plusieurs terroirs classés en appellation d'origine contrôlée (AOC). Comme toutes les autres huiles d'olive issues du pourtour de la Méditerranée et des régions à climat méditerranéen, elle est un des fondements de la cuisine méditerranéenne (ou régime crétois et principale source d'oméga -9). Ses caractéristiques organoleptiques varient en fonction du terroir et des pratiques agronomiques, de la variété (ou cultivar), et du stade de maturité à la récolte. Elle peut être utilisée aussi bien crue (dans des sauces pour salade ou à la place du beurre dans les pâtes, par exemple) que cuite (pour la cuisson de viandes ou de légumes ou pour la friture). Cette huile a des propriétés bénéfiques pour la santé, notamment sur le plan cardio-vasculaire, grâce à sa teneur en vitamine A, vitamine E et en acides gras monoinsaturés. Les bienfaits liés aux vitamines sont surtout observés lors de consommation d'huile froide, comme dans les salades, car les vitamines sont détruites au-delà de 40 °C. Par rapport aux autres acides gras insaturés, l'huile d'olive est assez stable à la cuisson et garde en ce cas ses effets bénéfiques sur le cholestérol.

### Huile de noix
L'huile de noix est une des matières grasses qui fut la plus utilisée, au cours des siècles passés, dans les Alpes méridionales où ne pouvait pousser l'olivier. Il en existe deux niveaux de qualité gastronomique. L'huile de noix pure est un assemblage, à froid ou à chaud, d'huile de noix raffinée et d'huile vierge de noix. C'est le produit le plus courant dans la grande distribution. L'huile vierge de noix est une huile qui ne provient que de noix de bonne qualité. Les noix sont pressées mécaniquement puis l'huile est filtrée. Traditionnellement, une partie des noix est toastée avant le pressage pour intensifier le goût. L'huile vierge de noix contient beaucoup de vitamine E et est généralement préférée par les nutritionnistes. Elle contient également des niveaux élevés de phytostérols et de polyphénols. L'huile vierge de noix est la seule huile de noix à pouvoir être qualifiée de « naturelle » dans le cadre législatif français. Son goût est généralement plus fruité et moins toasté que celui d'une huile pure.